# McLaren
McLaren Racing Limited, v současnosti závodící jako McLaren F1 Team, je automobilová stáj formule 1, založená v roce 1963 Novozélanďanem Brucem McLarenem (1937–1970). První závod, kterého se tým zúčastnil, byla Velká cena Monaka v roce 1966. Firma sídlí v Anglii ve Wokingu. Současný tým vznikl sloučením původního závodního týmu Bruce McLarena s firmou Rona Dennise Project 4 v roce 1981. V současnosti je součástí společnosti McLaren Racing, člena McLaren Group. Do roku 2014 byly motory dodávány dceřinou společností spoluvlastníka, Mercedesem, od následujícího roku 2015 se však stáj rozhodla používat motory Honda. Po neúspěšné štaci s Hondou dodával týmu motory Renault v letech 2018–2020. Od ročníku 2021 McLaren opět využívá pohonné jednotky od Mercedesu.
Na konci roku 2022 byl Daniel Ricciardo nahrazen testovacím jezdcem týmu Alpine Oscarem Piastrim. Ale jelikož Ricciardo měl kontrakt až do konce roku 2023, bylo mu McLarenem zaplaceno 15 milionů dolarů za odstoupení od něj.
McLaren má také úspěchy mimo Formuli 1:
- Can-Am: McLaren dominoval v Can-Am (Canadian-American Challenge Cup), kde vyhrál od roku 1967 do 1971.
- Indianapolis 500: McLaren zaznamenal vítězství v Indianapolis 500 s vozy pro Marka Donohuea v roce 1972 a Johnnyho Rutherforda v letech 1974 a 1976.
- Triple Crown of Motorsport: McLaren je jedním z pouhých tří konstruktérů, kteří dokončili Triple Crown of Motorsport (vítězství v Indianapolis 500, 24 hodin Le Mans a Grand Prix Monaka). McLaren toho dosáhl jako výrobce šasi tím, že vyhrál 24 hodin Le Mans v roce 1995.
- Extreme E: V červnu 2021 oznámil McLaren, že se v roce 2022 zapojí do Extreme E. Tým bude tvořen stávajícím personálem mimo program Formule 1, s Tannerem Foustem a Emmou Gilmourovou (která se stala první tovární jezdkyní pro McLaren) jako jezdci týmu.

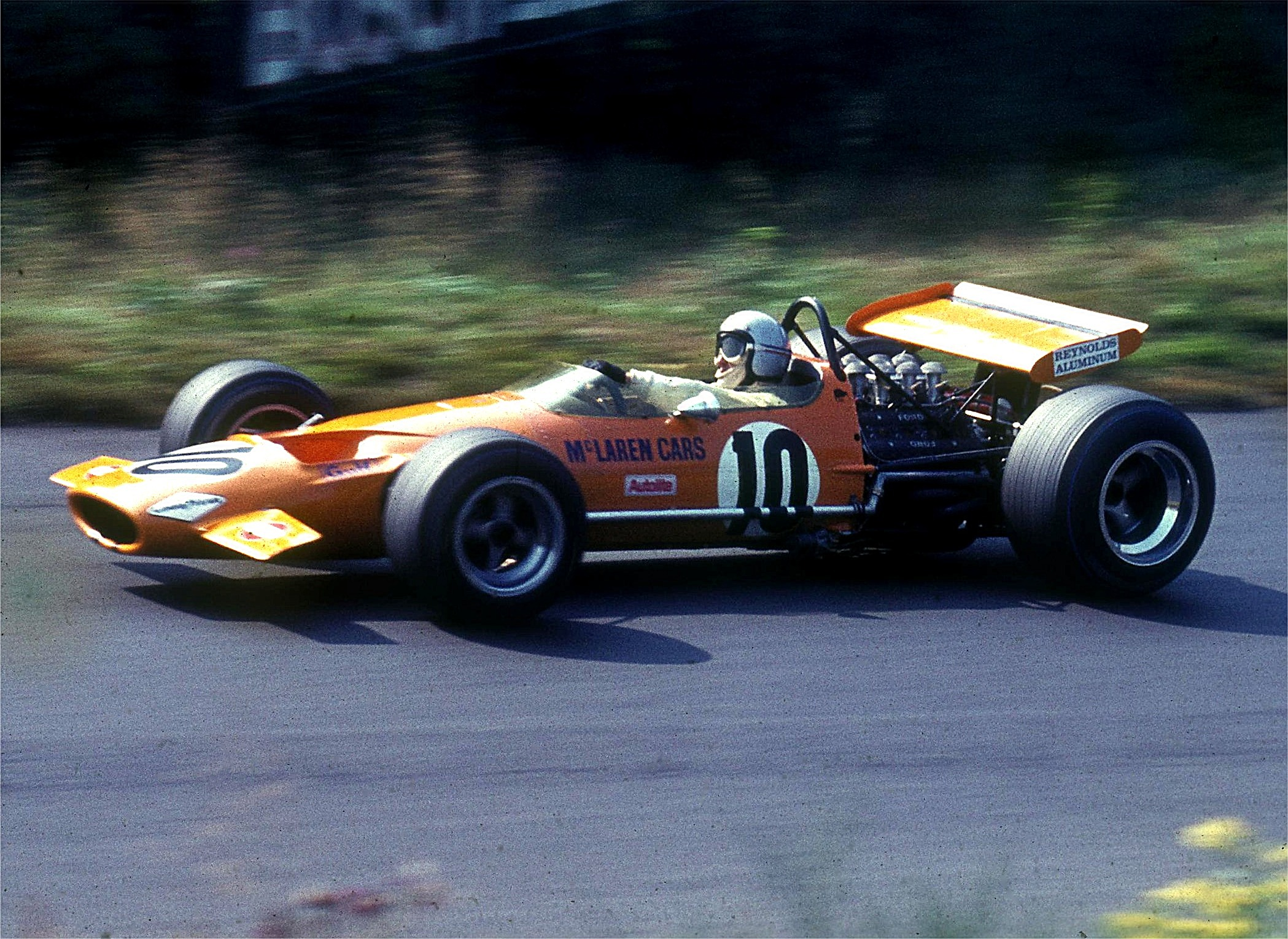
Bruce McLaren řídí McLaren M7C na okruhu v Nürburgu v roce 1969

## Závodní historie 1960–1999

### 60. léta

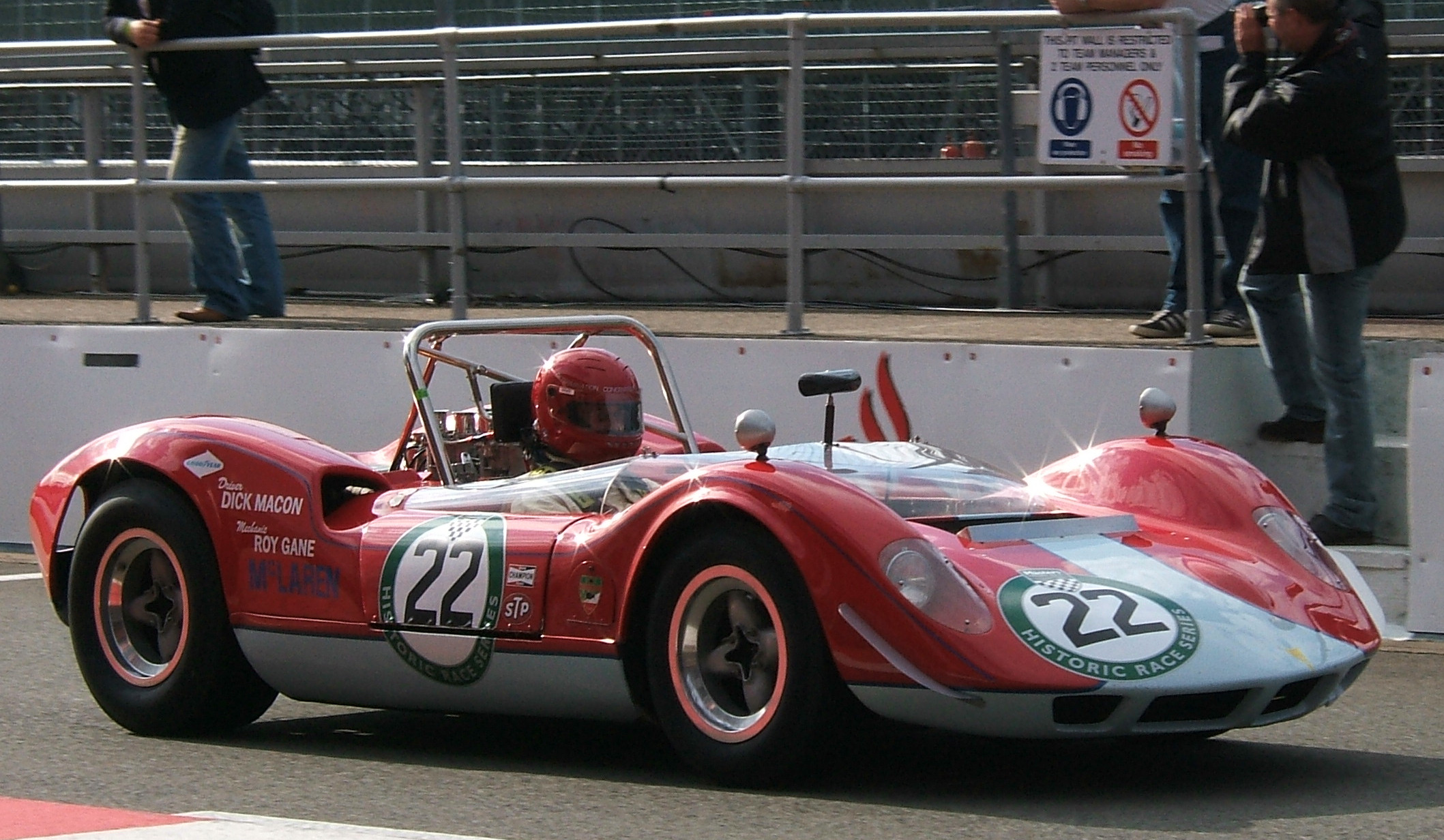
McLaren M1A sportovní auto z roku 1964

Počátky slavného týmu byly poněkud kostrbaté, zakladatel Bruce McLaren zvolil k pohonu svého závodního stroje hlučný, ale slabý motor Ford, mezi jehož nevýhody patřila i přílišná velikost a objem. Na radu okolí ještě ten rok motor několikrát změnil, až později zvolil spolehlivý Serenissima, s nímž také dosáhl prvního bodu. V roce 1967 poháněl nový auto motor BRM, který měl ovšem zásadní problémy se spolehlivostí, načež se Bruce rozhodl, že nejlepší bude důvěřovat sportovní divizi Fordu a sáhnout po agregátu firmy Cosworth.
Rok 1967 se ovšem i tak zapsal do historie závodního týmu McLaren. Tým totiž dominantním způsobem vyhrál severoamerickou závodní sérii CanAm sports cars, když dvojice Bruce McLaren (2) – Denny Hulme (3) postupně vyhrála pět závodů z celkových šesti. Stáj tuto výhru obhájila i ve čtyřech následujících ročnících.

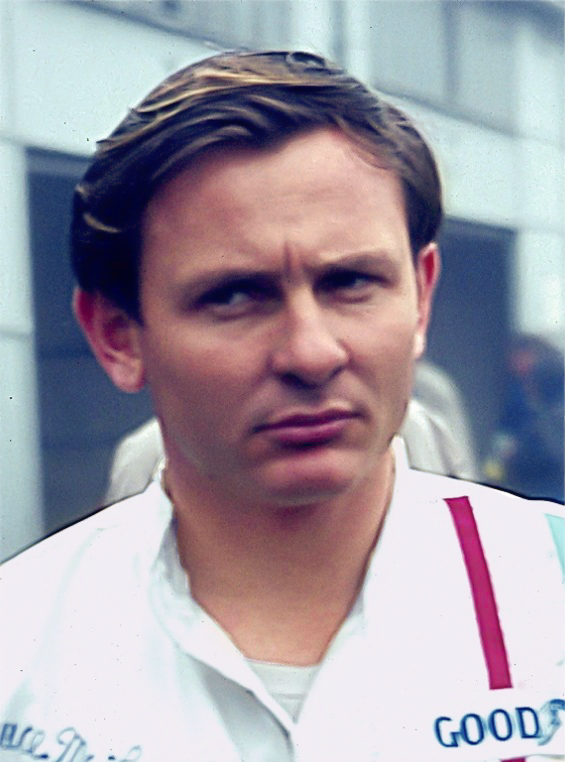
Bruce McLaren, zakladatel týmu

Pro rok 1968 se McLarenovi podařila pozoruhodná věc, když do druhého vozu zlanařil mistra světa z předchozí sezony Dennyho Hulma, s nímž získal konečné druhé místo v poháru konstruktérů, což byla věc před zahájením sezóny naprosto nečekaná. Hulme se tehdy umístil na třetím místě a dokonce se mu podařilo vyhrát dva závody. První výhru pro stáj však zajistil sám zakladatel během Grand Prix Belgie na okruhu Spa-Francorchamps. Přestože se počítalo pouze s ročním Hulmovým angažmá, stala se mu stáj domovem až do roku 1974.
Na další výhru musela tato stáj počkat až do posledního závodu následující sezóny, kdy Hulme vyhrál Grand Prix Mexika. Tým dokončil rok na celkovém čtvrtém místě, ale Bruce McLaren dokázal získat třetí pozici alespoň poháru jezdců. Zapamatování hodná ovšem byla zejména další účast v CanAm, kde se jezdcům McLarenu podařilo vyhrát všech jedenáct závodů a dokázali tak, že se s touto malou stájí musí do budoucna počítat.

### 70. léta
Začátek nové dekády se ukázal jako katastrofální. Tým se zúčastnil podniku 500 mil Indianapolis, ale popáleného Hulmeho musel nahradit Peter Revson, který byl nakonec klasifikován na 22. místě, když se mu závod nepodařilo dokončit. Bruceův obchodní partner Teddy Mayer se rozhodl přejmout hlavní moc v týmu a podařilo se mu získat téměř veškerou kontrolu.
Neštěstí v tomto roce bylo dokonáno 2. června 1970, kdy se Bruce McLaren zabil při testu nového sportovního vozu M8D na okruhu Goodwood. V rychlosti přes 270 km/h se mu odtrhla zadní část vozidla a to se tak stalo neovladatelným, auto se několikrát rychle otočilo a nakonec skončilo ve zdi. McLaren umírá přímo na místě. Vůz M8D později vyhrál osm závodů seriál CanAm a Hulme s ním získal titul.
Šťastnější období nastalo v roce 1972, kdy se tým umístil na třetí příčce, což dokázal v následující sezóně obhájit.

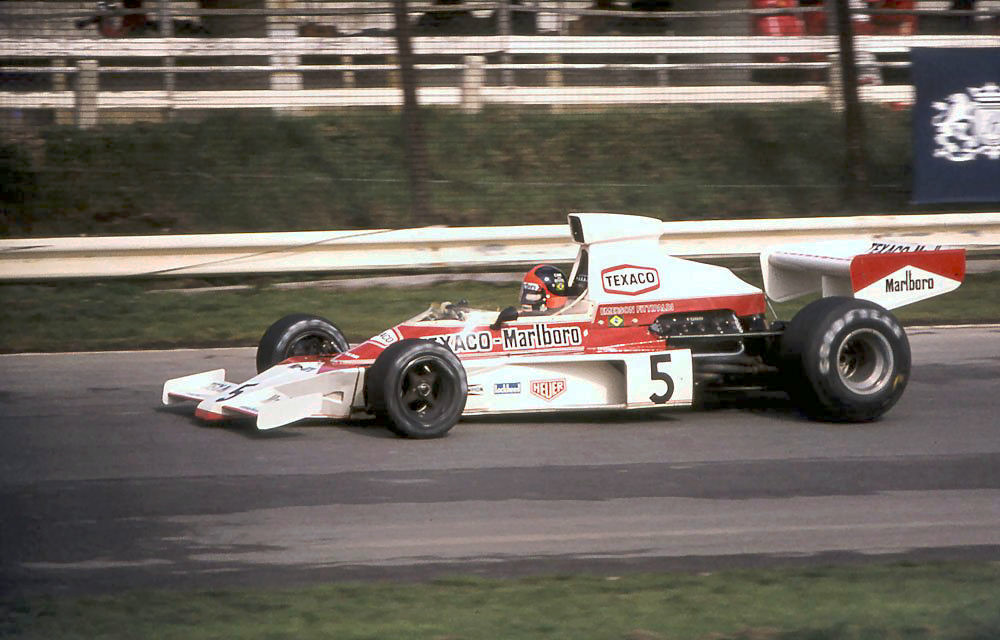
Emerson Fittipaldi v M23 během Grand Prix Velké Británie 1974

Do sezóny 1974 byl nasazen monopost McLaren M23, tedy stejný jako v minulém roce. Jeho návrhářem se stal Gordon Coppuck, který se inspiroval tím nejlepším z původních monopostů, ale zároveň okoukal i netradiční řešení kílu u vozu Lotus 72. Vůz byl navržen zejména s důrazem na aerodynamiku s ohledem na lehkou ovladatelnost a co nejvyšší maximální rychlost.
Během tohoto roku též nastal zásadní zlom v dějinách stáje. K týmu se připojil nadějný mladík Emerson Fittipaldi, jemuž se v předchozí sezóně podařilo získat celkové druhé místo v pořadí jezdců a o rok dříve se vyznamenal jako nejmladší mistr světa v historii. Tým nejprve získal vytoužený Pohár konstruktérů a později i Mistrovský titul a dokonce i debutové vítězství v závodě 500 mil Indianapolis. Teddymu Mayerovi se podařilo podepsat na svou dobu nevídaný dlouhodobý kontrakt s firmou Marlboro, trvající až do konce roku 1997.
Další rok už nebyl tak povedený, McLaren získal třetí místo v poháru konstruktérů a vyhrál pouhé tři závody, což bylo pro stáj rozhodně zklamáním. Chuť si mohli spravit v sezóně 1976, když narazili stejně jako v předchozím roce – díky jezdecké dvojici – na znovu probuzené Ferrari. McLaren získal stejný počet prvních míst jako Italská stáj, přesto se však mohl těšit z pouhého druhého místa.
Zbytek desetiletí se vyznačoval postupným úbytkem sil, když se po dalším třetím místě McLaren dramaticky propadl do boje o sedmé místo, a čekáním na zázrak, kterým se stal na začátku 80. let pečlivý Angličan Ron Dennis.

### 80. léta
Současný tým vznikl fúzí v roce 1980 původního týmu a stáje Rona Dennise z formule 2, Projektem 4. Příchod tohoto Angličana s velkými plány se již zpočátku měl stát oživením týmu, jehož cílem se tak opět mohly stát mety nejvyšší, jediným problémem byl nedostatek financí. Roku 1981 bylo splynutí obou subjektů do jednoho plnohodnotného celku, McLaren International, dokončeno a Teddy Mayer opustil křeslo šéfa týmu. Na místo hlavního designéra nové generace revolučních monopostů byl dosazen návrhář John Barnard experimentující s uhlíkovým vláknem.

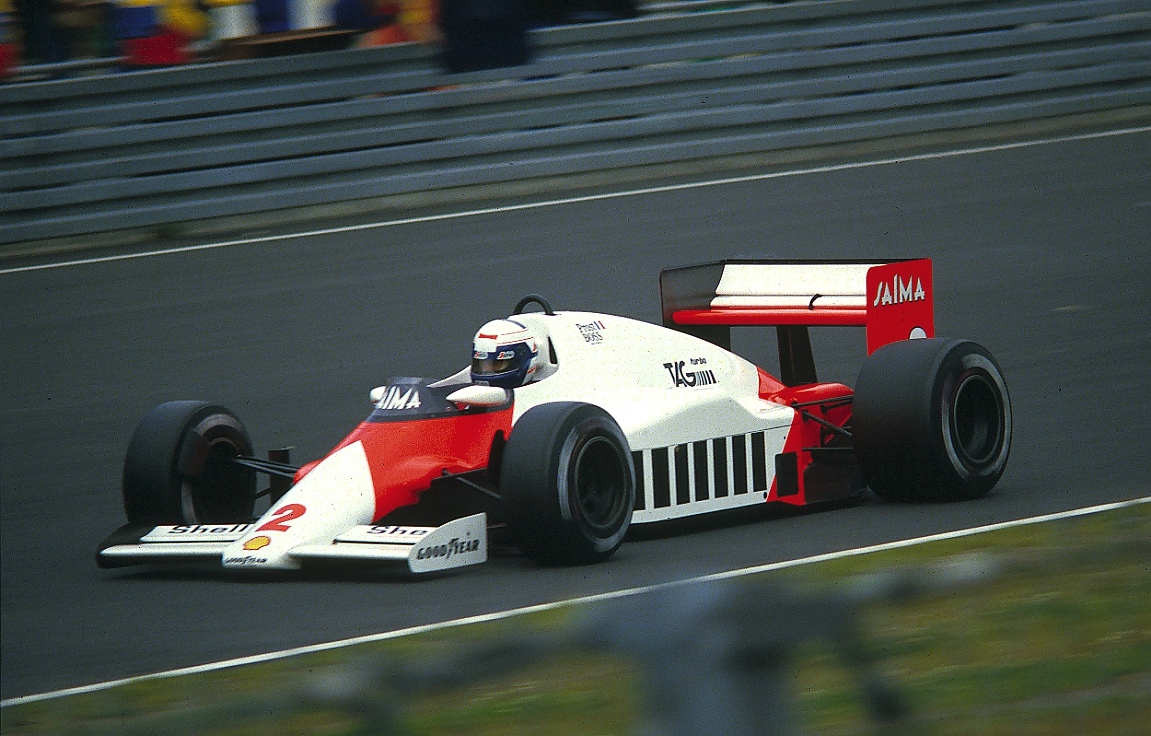
Alain Prost řídí McLaren MP4/2B v Grand Prix Německa 1985

Téhož roku Ron Dennis vyplatil i ostatní vlastníky týmu a stanul tak v jeho čele. V roce 1983 přesvědčil Dennis podporovatele konkurenčního týmu Williams, Mansoura Ojjeha, aby se stal jeho společníkem ve vedení týmu. Ojjeh investoval množství financí do vývoje turbo motorů od firmy Porsche, které nesly jméno jeho společnosti Techniques d'Avant Garde, zkráceně TAG.
Nové vedení týmu a zejména inovované pojetí monopostů si též vyžádalo změnu jejich pojmenování. Původní Mx (kde x značilo číslo monopostu dle jeho výroby) bylo nahrazeno mezi lety 1981–2001 tajemným MP4/x, kde bylo později lomítko nahrazeno pomlčkou. Zpočátku zkratka symbolizovala jméno hlavního sponzora spojené s původním Dennisovým týmem „Marlboro Project 4“, což bylo po odchodu Marlbora v roce 1997 změněno na „McLaren Project 4“. Nové značení nebylo pouhým ohlášením změn, ale zejména upozornění na revoluční generaci jednotlivých šasi, které se později staly inspirací pro celý formulový svět.
Pod taktovkou precizního Rona Dennise zaznamenal tým zásadní obrat ve své historii. Revoluční šasi Mclaren MP4/2 navržené Johnem Barnardem se ve spojení s motorem Porche Turbo ukázalo jako velmi silné. Jednalo se o první šasi postavené výhradně pomocí uhlíkových vláken. Pomocí slibné generace jezdců (Niki Lauda, Alain Prost, Keke Rosberg…), postupně vybírané Ronem Dennisem, se týmu podařilo prosadit se mezi velikány formule 1. McLaren-Porsche vyhrál v letech 1984 a 1985 jak pohár jezdců, tak i titul v konstruktérech. Sezóna 1986 znamenala triumf Alaina Prosta v barvách tohoto týmu, ačkoli zisk konstruktérského poháru se tentokrát nezdařil.
Po prohrách s Williamsem v letech 1986 a 1987 se Ron Dennis opět ukázal jako bezkonkurenční vyjednavač a podařilo se mu získat od svého konkurenta motory Honda, díky kterým nejenže zrychlil své monoposty, ale zároveň učinil tým Williams – přinucený přechodem na slabší motory Judd – neškodným. Monopost McLaren MP4/4 poháněný japonskými agregáty se ukázal v sezóně 1988 jako neporazitelný, když se mu podařilo vyhrát 15 závodů z 16. Červenobílé vozy z Wokingu jezdily závody jen samy proti sobě a jen výjimečně nedeklasovaly zbytek startovního pole jedním celým kolem. Toho roku se McLarenu nepodařilo vyhrát pouze Grand Prix Itálie v Monze, kde se Ayrton Senna, který v tu chvíli měl pohodlný náskok, srazil s o kolo pomalejším vozem Williamsem. Domácí vítězství tak k vlastnímu překvapení obdržela stáj Scuderia Ferrari. Ayrton Senna získal v Brazílii svůj první titul s anglickou stájí. V následujícím roce s evolučním vozem McLaren oba tituly obhájil, když si po kontroverzní srážce s týmovým kolegou v Grand Prix Japonska odnesl jezdecký titul Alain Prost. Přesto byl pro tým závěr šampionátu hořkosladký. Alain Prost již neunesl přílišnou konkurenci ze strany svého kolegy Ayrtona Senny a rozhodl se, že zamíří k Ferrari.

### 90. léta
Náhradou za Prosta se stal Gerhard Berger, který byl v tu chvíli bez místa a i díky jemu získal McLaren v letech 1990 a 1991 všechny čtyři tituly. Jezdecký triumf v obou sezónách ale slavil Brazilec Senna. V sezóně 1992 začala být ovšem nadvláda McLarenu nahlodávána znovu se probouzejícím Williamsem, který posílily motory od Renaultu. McLaren skončil na celkovém druhém místě a musel si hledat náhradu za odcházející motory od Hondy. Nejlepší možnou volbou se stal navrátivší Ford. Berger se po třech letech u anglické stáje sbalil a vrátil se zpět k Ferrari. Dennis se rozhodl nečekaně obsadit na jeho místa nováčka, jenž měl s formulí 1 jen malé zkušenosti, Michaela Andrettiho pocházející ze slavné rodiny amerických závodníků.

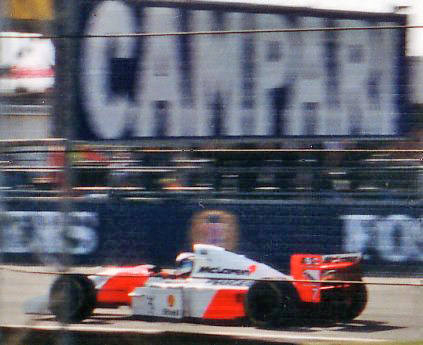
Mika Häkkinen během Grand Prix Velké Británie 1994

Nový monopost se ukázal jako stabilní, avšak kvůli několika výpadkům a slabé týmové dvojce zůstal McLaren opět bez jediného titulu. Zatímco Senna se dokázal stabilně ucházet o bodovaná místa a neměl problémy ani se ziskem pódií, mladý Andretti zaostal za všemi očekáváními a krom jediného třetího místa – ve svém posledním závodě – měl problémy dostat se vůbec do cíle. Ještě během sezóny tak byl Američan nahrazen perspektivním Finem Mikou Häkkinenem, který dostal možnost dokončit poslední tři závody jako týmová dvojka – získal jedno pódium a dva závody pro technické závady nedokončil. Celkově tým obhájil druhou pozici a stejné výsledné umístění si připsal i Senna, který byl poražen svým bývalým kolegou Prostem. Pokles na stříbrnou příčku se ovšem ukázal jen jako předzvěst dalšího dlouhodobého poklesu. Rok 1994 je pro každého fanouška motorsportu znám především díky černému víkendu v Imole… Sir Frank Williams zlanařil Sennu k přechodu do své stáje, kde mu nabídl značně nestabilní monopost. Mika Häkkinen tak po krátké době stanul na pozici tahouna týmu a jeho jediným cílem se stalo soustředění na zisk titulu. Do druhého monopostu přibyl Martin Brundle. Ale vůz poháněný motorem Peugeot byl nevýrazný a zdálo se, že se blíží konec jedné legendy. V následujícím roce tedy začalo přemlouvání společnosti Mercedes, aby se stala partnerem projektu McLaren a stala se tak jeho výhradním dodavatelem. Mercedes působil ve své reinkarnaci jako dodavatel motorů teprve rok, ale ve spojení se Sauberem se dokázal velmi rychle nasměrovat a jeho vývoj v motorsportu byl pozoruhodný. Dohoda nakonec byla podepsána a všeobecně se očekávalo, že McLaren Mercedes bude úspěšný tým. Nestalo se tak. McLaren MP4/10 byl příliš těžký a špatně ovladatelný, s čímž si nedokázal poradit ani náhradník za Martina Brundla, pilot Nigel Mansell. Týmu se podařilo pouze obhájit čtvrtou příčku.
Sezóna 1996 se do historie spíše než honem za prvními místy zapsala rozchodem se společnosti Marlboro, která zamířila k rudým vozům do Maranella. Pro následující rok se tak hlavním sponzorem stala značka cigaret West a tým mohl poprvé přijmout jak barvy sponzora, tak i svého dodavatele motorů, od kterého též přijal pojmenování „stříbrné šípy“.

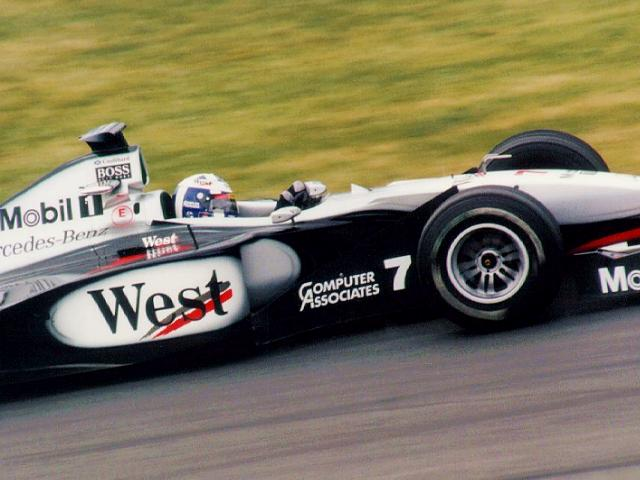
David Coulthard ve voze týmu West McLaren Mercedes

Návratem na výsluní se měl stát rok 1997, piloti McLarenu Mika Häkkinen a David Coulthard udělali společně s týmem, výrobcem motorů a společností Ilmor slušný pokrok. Coulthard vyhrál první závod a už už se tým začal radovat, že se opět dostane do boje o titul. Jenže monopost se ukázal jako velmi nespolehlivý a bylo tedy spíše třeba soustředit se na vývoj než na první pozice. Přesto si tým připsal celkově tři výhry a skončil na čtvrtém místě, přičemž Coulthard poskočil díky diskvalifikaci Němce Schumachera na celkové třetí místo mezi jezdci. Tento formulový ročník přinesl krom konečného zklamání z týmové formy i zbytečně vyvolaný skandál ohledně inovativního řešení brzdných kotoučů, kdy dokázal jezdec ovlivňovat pouze brzdění zadní částí auta, čímž získával výhodu v prudkých zatáčkách a eliminoval přetáčivost vozu. Na žádost Ferrari byl systém mezinárodní automobilovou federací definitivně zakázán až v Grand Prix Brazílie 1998.
Během též sezóny se ještě týmu podařilo ulovit úspěšného designéra Adriana Neweye, který ihned začal pracovat na monopostu pro následující ročník. Slušná reorganizace týmu a zisk klíčových osobností dokonce dovedl novináře k myšlence, že posledním krokem jak maximalizovat šance na titul může už být snad jen zisk dvojnásobného mistra světa Michaela Schumachera, který začal být považován za jednoho z nejtalentovanějších jezdců celé historie.
Spekulace o velmi kvalitní týmové sestavě se na konci roku 1998 ukázaly jako pravdivé. McLaren totiž dokázal vyhrát jak pohár konstruktérů, tak i jezdecký titul pro Miku Häkkinena. V následujícím roce dokázal Fin i díky zranění Michaela Schumachera titul obhájit, ovšem pro McLaren se stal pohár konstruktérů z loňské sezóny na dlouhou dobu posledním. Největší zajímavostí sezóny se stala dominance McLarenu v úvodní Grand Prix Austrálie 1998, v níž si dovolil nový konstruktér vyzkoušet v praxi systém pro rekuperaci kinetické energie (obdobný tomu, který je od sezóny 2009 povolen), který jim přinášel ohromné zrychlení v každém kole. Deset let po dominanci McLarenu v roce 1988 se tak opět opakovala situace, kdy si stříbrné šípy jely vlastní závod s malým rozestupem a ostatním nadělily celé kolo. Za zmínku též stojí, že po odmítnutí ostatních týmů podobný systém instalovat do vlastních monopostů, bylo McLarenu jeho používání, přestože byl legální, zakázáno.

## 21. století

### 2007
Pro sezonu 2007 McLaren kompletně obměnil jezdeckou sestavu. Místo Kimiho Räikkönena přišel dvojnásobný mistr světa Fernando Alonso a místo Juana Pabla Montoyi přišel nováček, mistr GP2 Lewis Hamilton. Novým hlavním sponzorem týmu se stala společnost Vodafone. Své nové jezdecké složení a vůz MP4/22 McLaren představil 15. ledna ve Valencii.
Nový McLaren se na začátku sezony zdál být velice slibným vozem. Ve svém druhém závodě za McLaren, v grand prix Malajsie, s ním Fernando Alonso vyhrál a Hamilton navíc v závodě dojel na druhém místě. Tým tak mohl slavit své 41. dvojité vítězství. Hamilton se stal jediným pilotem F1, který ve své první sezoně dokázal vystoupit na stupně vítězů ve čtyřech po sobě následujících závodech. Tento rekord navíc vylepšil, když v dalších pěti závodech také dojel na stupních vítězů. Po španělské grand prix se Hamilton stal nejmladším jezdcem historie, který vedl šampionát.

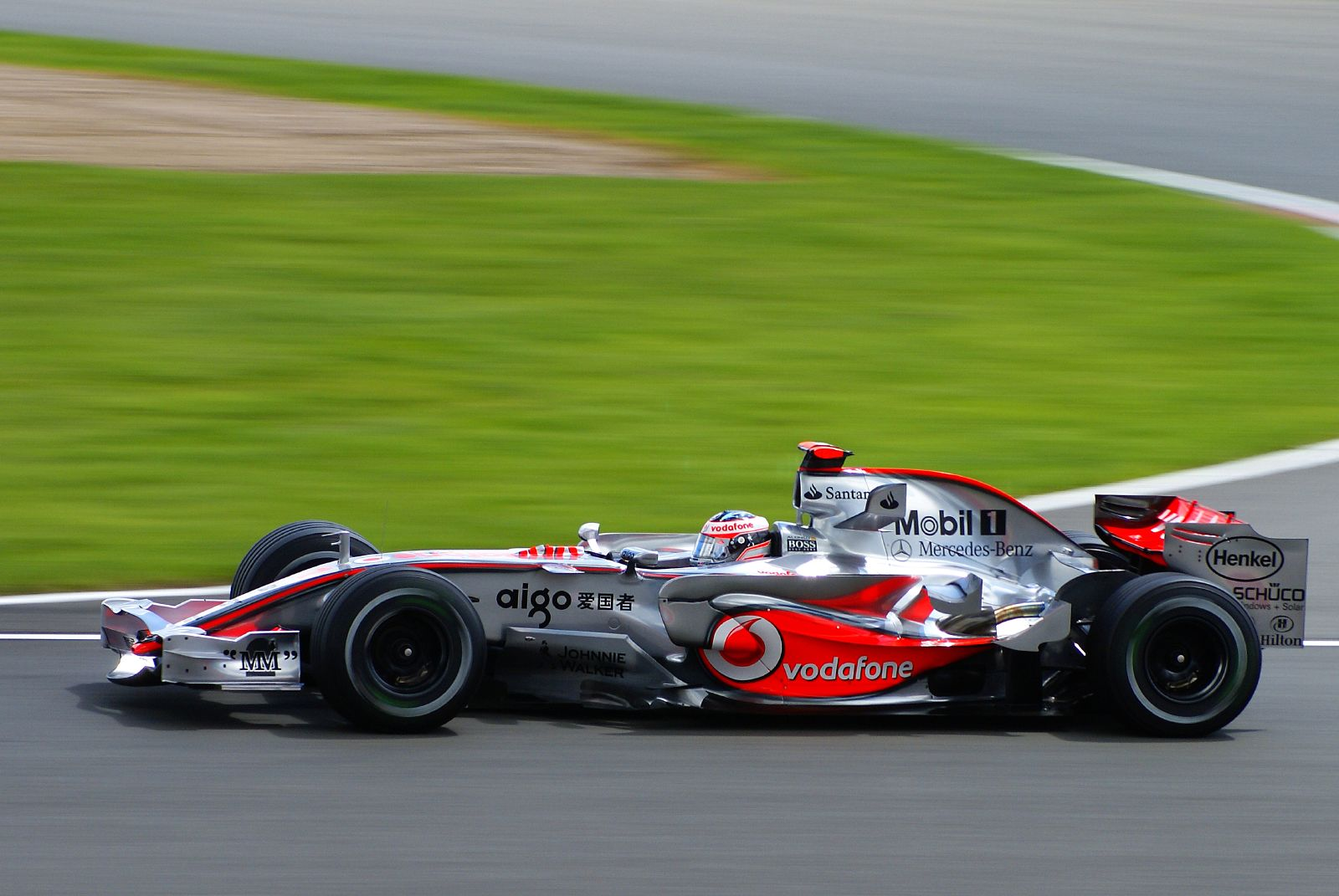
Fernando Alonso při britské grand prix

V Monaku vyhrál Alonso před druhým Hamiltonem a získal pro tým 150. vítězství. Díky těmto výsledkům byli ve vedení šampionátu oba piloti McLarenu, oba s 38 body (ale v této chvíli by šampionát vyhrál Alonso, díky dvěma vítězstvím), a také McLaren navýšil svůj náskok v poháru konstruktéru o více než 20 bodů před Ferrari.
V Montrealu Hamilton vyhrál kvalifikaci a svou první grand prix a dostal se do čela šampionátu. Alonso odstartoval pomaleji a navíc byl penalizován 10 sekundami, ale nakonec získal sedmé místo a dobré dva body. O týden později v Indianapolis Hamilton opět vyhrál jak kvalifikaci, tak celý závod. Alonso s Hamiltonem sváděli tvrdý souboj, především ve 38. kole, kdy vozy jely bok po boku. Hamilton nakonec svou pozici uhájil a v čele šampionátu získal náskok 10 bodů. McLaren měl v poháru konstruktérů před Ferrari náskok 35 bodů.
Další závod se jel ve Francii, na okruhu v Magny-Cours. Alonsův vůz postihla ve třetí části kvalifikace porucha převodovky a musel tak do závodu odstartovat z 10. místa. V závodě si dojel pro 7. místo, kdežto jeho týmový kolega získal třetí místo, za oběma Ferrari. Hamilton měl tak po tomto závodě v čele šampionátu pohodlný náskok před druhým Alonsem.

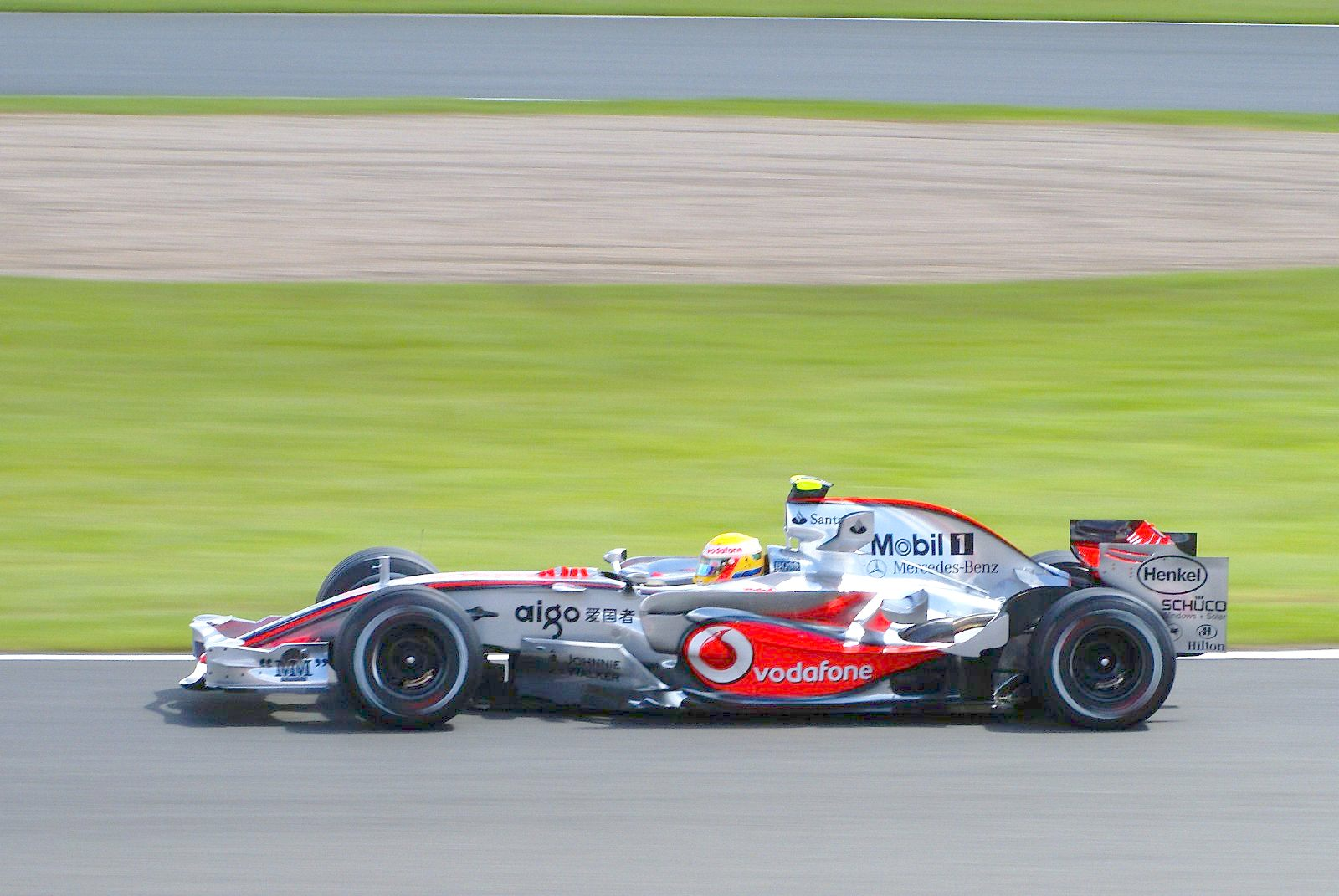
Lewis Hamilton při britské grand prix

Dalším závodem na řadě byla grand prix na Silverstone. Hamilton na domácí trati čelil velkému tlaku médií i fanoušků. Startoval z pole position, ale v závodě skončil na třetím místě. Toto byl také poslední závod v řadě, při kterém Hamilton vystoupil na stupně vítězů. Alonso skončil druhý, po skvělé strategii zastávek v boxu zvítězil Kimi Räikkönen s Ferrari.
Evropská grand prix byla díky dešti zatím bez pochyby, ze strany diváka, nejzajímavějším závodem letošní sezony. První přeháňka přišla hned po prvním kole a byla extrémně prudká. Hamilton vylétl z trati v první zatáčce, ale vůz nebyl poškozen a motor pořád běžel, a tak se za pomoci traťových komisařů vrátil zpět na trať. Po této chybě udělal ještě další, když si vybral naprosto špatnou směs pneumatik a se špatně ovladatelným vozem skončil na 9. místě. Naopak Alonso odjel závod bez jediné chyby a svůj vůz na mokré trati ovládal bez nejmenších chyb. Pět kol před koncem předjel Felipe Massu, získal vítězství a snížil náskok Hamiltona v čele šampionátu na dva body.
Aféra při Grand Prix Maďarska
Maďarská grand prix naplno ukázala jaké vztahy panují mezi oběma jezdci McLarenu i v samotném týmu. Podle dohody měl do první části kvalifikace vyjet z boxu McLarenu jako první Alonso, aby mohl spotřebovat více paliva. Jenže Hamilton vyjel před ním a to vyvolalo napětí v boxech. Hamilton byl pětkrát požádán, aby si s Alonsem pořadí vyměnili, ale neuposlechl. Tím se celý plán McLarenu pro kvalifikaci prakticky zhroutil. Když pak byl Alonso při předposlední zastávce v boxech pozdržen a situaci navíc zkomplikovala zamotaná tkanice ohřívací deky Alonsovy pravé pneumatiky, dostal se tým pod časový tlak. Při příjezdu do boxu k poslední zastávce dostal Alonso vysílačkou od svého inženýra pokyn, aby po odbavení počkal 20 sekund kvůli provozu na trati (což potvrdil záznam z kamer). Alonso vyjel až asi deset sekund poté, co k tomu dostal pokyn. Do svého posledního kola vjížděl pouhé dvě sekundy před vypršením časového limitu. Hamiltonova zastávka trvala šest sekund, další sekundy ztratil rozjetím a znovu zastavením. Takže tedy není vůbec jisté, zda by i bez Alonsova manévru své poslední měřené kolo stihnul (během nájezdu do něj musel tak či tak zpomalit, aby před sebe pustil Räikkönena jedoucího měřené kolo). Přesto se případem začali zabývat sportovní komisaři. Alonso byl potrestán posunem o pět míst na startu, což v pravidlech vůbec není napsáno (za blokování jiného jezdce při kvalifikaci se uděluje posun o deset míst nebo anulování dosažených časů). Ještě nepochopitelnější je trest pro McLaren – nezapočtení bodů do Poháru konstruktérů a neúčast na stupních vítězů viní z nesportovního chování i tým. Hamilton závod vyhrál, Alonso skončil po startu ze šestého místa čtvrtý. Po závodě se navíc začaly nést fámy o údajném odchodu Alonsa z týmu.
Před grand prix Turecka se vedení týmu sešlo s Alonsem a Hamiltonem – nejprve nezávisle na sobě, a poté se sešli oba jezdci přímo – aby události, které se staly na Hungaroringu, společně tzv. „hodili za hlavu“ a uklidnili napětí v týmu. Pole position získal Massa s Ferrari, Hamilton byl druhý, ale hned po startu se propadl na třetí místo, když jej ještě před první zatáčkou předjel Räikkönen. Těsně před druhou zastávkou se z Hamiltonova vozu oddělil běhoun pravé přední pneumatiky. Hamilton kvůli tomu ztratil mnoho času a možnost skončit v závodě na stupních vítězů. Alonso se nakonec dostal na třetí místo za obě Ferrari díky dobře naplánovaných zastávkách v boxu.

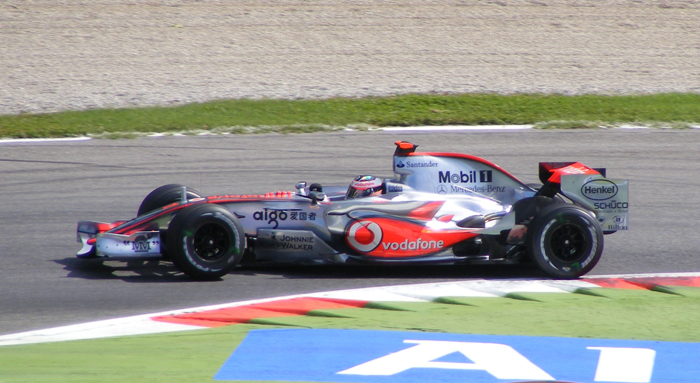
Fernando Alonso v Monze

Před italskou grand prix byly oba jezdci McLarenu a samozřejmě i celý tým pod velkým psychickým tlakem. V příštím týdnu se totiž mělo rozhodnout o potrestání týmu za špionáž. Ovšem jako by tato událost neměla na jezdce žádný vliv. Alonso vyhrál kvalifikaci, Hamilton v ní skončil druhý a v závodě skončili ve stejném pořadí a získali tak pro McLaren double na domácí půdě Ferrari.
Ve čtvrtek 13. září, před Grand Prix Belgie, se v Paříži uskutečnilo zasedání Světové rady motoristického sportu, která rozhodla o tom, že je McLaren vyloučen z letošního šampionátu konstruktérů a navíc dostane pokutu 100 milionů amerických dolarů.

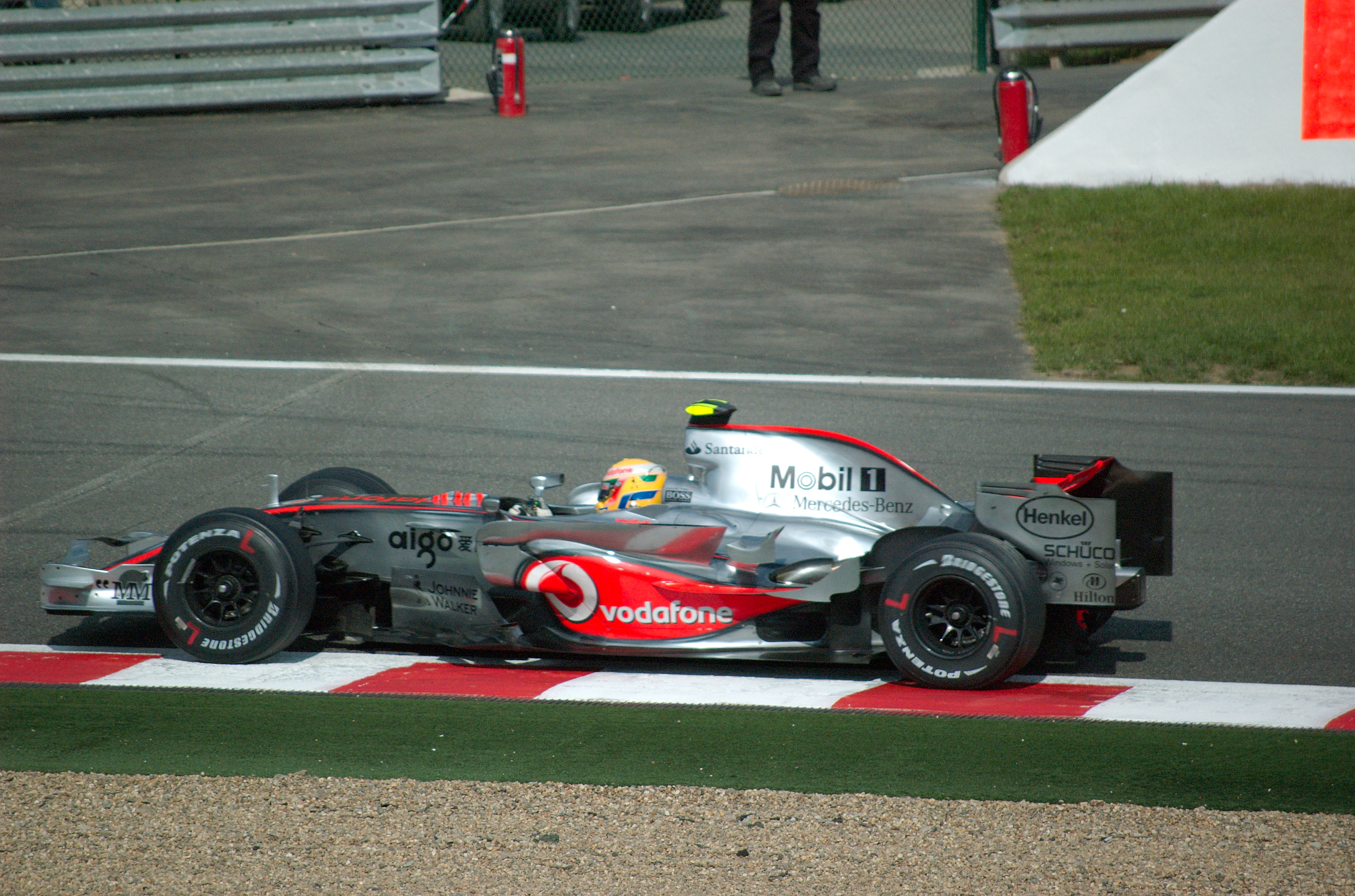
Lewis Hamilton v Belgii

O tři dny později se jel závod na nově zmodernizovaném okruhu ve Spa-Francorchamps. Kvalifikace i samotný závod dopadl z pohledu týmů přesně naopak, než o týden dříve v Itálii. Z prvního místa odstartoval do závodu Räikkönen, následován svým stájovým kolegou Massou. Do cíle dojeli ve stejném pořadí, Alonso skončil třetí a Hamilton čtvrtý.
Na nově zrekonstruovaném okruhu Fudži v Japonsku vyhrál Hamilton závod, který se odehrál v téměř nepřípustných podmínkách. Závod musel být kvůli neustávajícímu a silnému dešti odstartován za safety carem. Navíc Hamiltonův největší soupeř o titul mistra světa a zároveň týmový kolega Fernando Alonso vypadl ze závodu v 41. kole. Jeho vůz dostal v důsledku aquaplaningu smyk a narazil do bariéry z pneumatik, od které se už nepojízdný vůz odrazil zpátky na trať. Na trať musel znovu vyjet safety car, aby mohly být odklizeny trosky Alonsova vozu.
V dalším závodě v Číně, opět na mokré trati, získal Hamilton pole position. Do 28. kola vedl, ale před další zastávkou v boxu se mu začal drolit pravá zadní pneumatika. Ještě dvě kola odkroužil na druhém místě a potom byl povolán do boxu, ale v nájezdu na pitlane nezvládl svůj vůz a dostal se do únikové zóny, ze které se mu už nepovedlo vyjet. Závod vyhrál Räikkönen, před druhým Alonsem. Alonso snížil Hamiltonův náskok v čele šampionátu na 4 a Räikkönen na 7 bodů. O mistru světa se tak rozhodlo až v posledním závodě sezony v Brazílii.
Pole Position v Brazílii vybojoval Massa, před Hamiltonem, Räikkönenem a Alonsem. Hned po startu se do čela dostali oba vozy Ferrari a Alonso předjel Hamiltona. Hamilton se mu snažil předjetí vrátit, ale neuspěl a navíc ztratil několik pozic. Pak navíc stiskl nesprávné tlačítko na volantu svého vozu a než se podařilo restartovat řídící systém, tak se Hamilton propadl až na 18. místo. Hamilton nakonec dokončil na sedmém místě, ale k titulu mu to nestačilo. Stejně tak ani Alonso titul nezískal, když dojel do cíle na třetím místě. Vítězem se stal Kimi Räikkönen, který se tak poprvé stal mistrem světa, o bod před dvojicí jezdců McLarenu.
2. listopadu vedení týmu oznámilo rozvázání smlouvy s Fernandem Alonsem, která měla platit až do roku 2009. Alonso navíc nemusí týmu platit žádné odstupné.

#### Diskvalifikace týmu z Poháru konstruktérů
Špionážní aféra, kvůli které byl McLaren vyloučen z letošního Poháru konstruktérů vypukla před závodem v Británii. Tehdy tým Ferrari oficiálně zveřejnil své podezření ze zneužití informací konkurenčním týmem formule 1. Ferrari oznámilo, že jeho inženýr Nigel Stepney předal důvěrné informace o vývoji a závodní strategii Ferrari svému příteli Miku Coughlanovi z McLarenu. Na tom by ještě nebylo nic trestného, kdyby vedení McLarenu oznámilo, že má takové dokumenty k dispozici. Jak se později potvrdilo, někteří inženýři se uvedenými fakty zabývali, konzultovali je s jezdci a prověřovali je při vlastních testech. Tím porušili pravidla mezinárodních sportovních řádů.
Začátkem července Ferrari propustilo Stepneye a vzápětí Mclaren suspendoval Coughlana. Na popud Ferrari se sešel nejvyšší řídící orgán formule 1: Světová rada motorsportu. Na zasedání 26. července konstatovala, že vedoucí konstruktér McLarenu Coughlan neoprávněně vlastnil 780stránkovou sbírku důvěrných informací o Ferrari, ale tým se ničím neprovinil. Vzhledem k nedostatečným důkazům, že by tým měl obsah materiálů k dispozici a vytěžil z něj informace ve svůj prospěch, rada neuvalila žádné sankce.
Tak to mohlo i zůstat, nebýt dusné atmosféry uvnitř týmu McLaren. Vyhrocením vzájemných vztahů byla kvalifikace na Grand Prix Maďarska. Poté v neděli dopoledne, před závodem, přišel Alonso za šéfem týmu Ronem Dennisem. Během bouřlivé debaty se Alonso zmínil, že má ve svém počítači důkazy, že se o informacích od Ferrari diskutovalo. Dennis poté zatelefonoval prezidentu FIA Maxi Mosleymu a celý rozhovor mu vylíčil. Před samotným závodem za Dennisem přišel Alonsův manažer a řekl mu, že se Alonso přestal ovládat a všechno, co řekl, odvolal. Na to Dennis opět zatelefonoval Mosleymu, který tuto situaci naprosto chápal a řekl, že než podnikne nějaké kroky, tak se s Dennisem opět spojí.
Mosley skutečně kroky podnikl. Vyzval všechny tři jezdce McLarenu, Alonsa, Hamiltona a de la Rosu, aby pod slibem beztrestnosti předložili veškerou korespondenci ze svých počítačů. Zprávy z elektronické pošty přiznané Pedrem de la Rosou a Fernandem Alonsem ukazují, že informace, které Coughlan dostával od Stepneyho, McLaren sdílel.
13. září se v Paříži opět schází Světová rada motorsportu, aby znovu projednávala tuto aféru ve světle nových skutečností. Do Paříže jsou předvoláni vedoucí pracovníci McLarenu. Po téměř šestihodinovém jednání Světová rada motorsportu rozhodla takto:
- Tým Vodafone McLaren Mercedes je vyloučen z Poháru konstruktérů pro rok 2007.
- Tým Vodafone McLaren Mercedes zaplatí pokutu 100 milionů dolarů.
- Pilotům týmu Fernandu Alonsovi a Lewisi Hamiltonovi budou jejich body ponechány.
- Pokud ve zbývajících závodech zvítězí jezdec McLarenu, nebude na stupni vítězů přítomen zástupce týmu, který by převzal vítěznou trofej pro nejlepší tým.
- Světová rada motoristického sportu obdrží plnou technickou zprávu o vozech McLarenu pro rok 2008 a během svého zasedání v prosinci 2007 učiní rozhodnutí, zda a případně jaký trest uloží týmu pro sezonu 2008, pokud se prokáže, že tým použil nějaké komponenty z vozu Ferrari.

### 2008
Po odchodu Fernanda Alonsa nastala situace podobná té loňské, když tým delší dobu vybíral jeho náhradníka. Mezi největší favority patřili Němci Nico Rosberg s Adrianem Sutilem a Fin Heikki Kovalainen. Právě finský závodník je nakonec ten, kdo usedne do monopostu MP4-23 s číslem 23. Že se jedná o volbu správnou, dokazoval tento závodník již během zimních testů, kdy povětšinou patřil mezi absolutní špičku a několikrát se mu povedlo zajet výborný čas, který nebyl doposud překonán. Přestože za Hamiltonem nijak výrazně nezaostával, stal se poněkud podceňovaným a většina expertů jej odsunula až na druhou kolej. Přesto se však již na začátku sezóny ukázalo, že se rozhodně nejedná o jezdce, se kterým by se do boje o titul nemělo počítat. Poučil se z loňských chyb a začal jezdit převážně hlavou.
McLaren disponuje druhou nejméně zkušenou závodní dvojicí (po Toro Rosso), ale za chybu to rozhodně nepovažuje. Oba piloti se totiž ukázali jako nesmírně vyrovnaní a již ve své debutové sezóně prokázali talent, když dokázali porazit své mnohem zkušenější týmové kolegy. Tou pravou zatěžkávací zkouškou nejen pro ně, ale též pro tým a monopost se však ukázal až první závod, ve kterém nechtěli těžit jen z výborné startovní rychlosti, ale jejich cílem bylo umístit se na špičce startovního roštu.

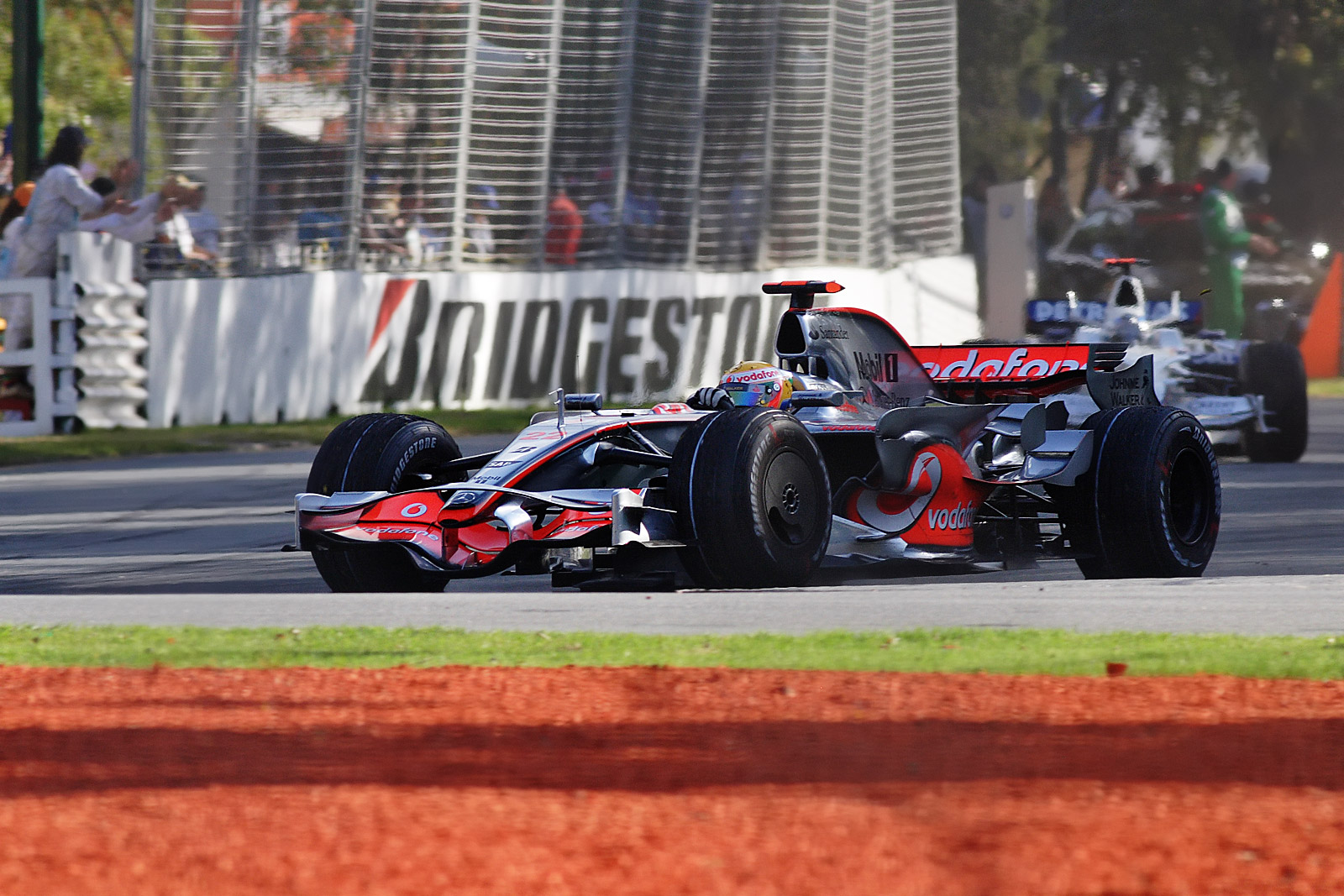
Lewis Hamilton během Grand Prix Austrálie 2008

Již první volné tréninky v Austrálii mohly být ukazatelem formy týmu, jenže jak by řekl leckterý fanoušek, nesuď, dokud o nic nejde. Jediné co se z nich tak dalo vyvodit, byl zajímavý postup BMW Sauberu oproti prvním testovacím dnům. První velkou zkouškou se tedy stala až kvalifikace, v níž získal své sedmé pole position Lewis Hamilton, když na poslední chvíli překonal skvěle rozjetého ovšem chybujícího Poláka Kubicu. Kovalainen si po famózním nástupu v první části, kde zajel jasně nejlepší čas, připsal konečně třetí místo a oba nejbližší soupeři zůstali uvězněni až za ním, když favorit a obhájce loňského prvenství Räikkönen doplatil na technickou závadu a byl neúprosně lapen sítem první části, odkud jej nenechali postoupit traťoví maršálové. Pro závod tedy vše bylo připraveno dle plánu, teď totiž přijde Velká cena, závod který prověří spolehlivost komponent a soustředěnost pilotů. Jen ten se totiž opravdu počítá do konečného součtu…
Že se první Grand Prix nové sezóny ukázala jako pořádná zkouška, dokazuje již počet vozů, které dokončily celou závodní distanci. Bylo jich totiž pouze šest, přičemž 90% limit pro klasifikaci splnilo devět monopostů (po DQ Rubense Barrichella klasifikováno osm jezdců). Po úspěšném startu se oběma pilotům stříbrných šípů podařilo udržet své kvalifikační pozice a již nedlouho po samotném startu, kdy jednotlivé vozy odpadávaly jako podzimní listí, se zdálo, že má tým nakročeno k úspěšnému dvojitému vítězství. Převaze však zabránilo několik výjezdů safety caru, který stmelil celé pole do jednoho celku. Právě zpomalovací vůz se nakonec stal tou největší smůlou, která tým z Wokingu potkala, když vyjel jen chvíli před tím, než měl ke své plánované zastávce zajet Heikki Kovalainen, obnovující McLarenskou tradici finských jezdců. Malé rozdíly mezi jednotlivými závodními stroji jej odsoudily k výjezdu až na jeho samotném konci, přestože tento mladík ještě statečně zabojoval a na malý okamžik překonal i Fernanda Alonsa, stačilo mu to pouze na konečnou pátou příčku. To Lewis Hamilton měl o poznání povedenější víkend. Po povedeném startu neměl problém udržet si dostatečný odstup od ostatních a jak sám potvrdil, rychlost vozu ani naplno nevyužil, snažil se hlavně držet tempo a nedělat zbytečné chyby a šetřit monopost pro další závod. Přesto mu však k výhře pomohlo i štěstí, neboť závod se ukázal spíše jako nebezpečná loterie. Dobře naplánovaná strategie mu umožnila vjezd do pit lane v moment, kdy bylo pole dostatečně roztažené a tak, na rozdíl od svého kolegy, na problém se safety carem nenarazil. Po prvním závodě se McLaren dostal do vedení poháru konstruktérů, když se svými čtrnácti body získal šestibodový náskok na BMW Sauber. Předpokládaný největší konkurent Ferrari získal po diskvalifikaci Rubense Barrichella jeden bod. Ve vedení závodu se ukázaly pouze monoposty McLarenu.
Po smolném víkendu rudých vozů z Maranella přišel i nepříliš vydařený závod pro tým McLaren. Už páteční tréninky ukázaly, že Ferrari přivezlo do Malajsie velmi konkurenceschopné vozy a když oba červené monoposty stanuly hravě v první řadě, bylo jasné, že Italové pojedou svou vlastní ligu. Na McLaren tak zbyla řada druhá, ovšem po penalizaci obou vozů za blokování Nicka Heidfelda byly stříbrné šípy nuceny startovat z osmé (Kovalainen), respektive deváté (Hamilton) pozice. Start se obou vozům povedl, Hamilton dokonce poskočil o několik míst vzhůru, ale byl nucen dojezdit první fázi za Markem Webberem. Po zajetí Red Bullu k plánované zastávce v boxech vydržel Brit na trati ještě několik kol a vybudoval si náskok bohatě stačící k vylepšení své pozice. Drobný problém s montáží a demontáží disku na přední pneumatice jej však stál drahých deset sekund, z čehož vyplynula ztráta a propad zpět za Webbera. Z této situace těžil jak nejvíce mohl Heikki Kovalainen, který si po svém prvním rychlém kole v australské Grand Prix dojel pro debutové podium s McLarenem. Zaostal však o jednu pozici oproti svému loňskému maximu, ale i tak získal svůj první bronz. Hamilton si díky druhé zastávce polepšil o jedno místo a závod dokončil na pátém místě.
Ani další Grand Prix se britskému týmu příliš nepovedla a nejlepší z dua McLarenu, Heikki Kovalainen, se musel sklonit nejen před oběma jezdci Ferrari, ale též před vozy stáje BMW Sauber, který v Bahrajnu potvrdil svou vzestupnou formu a dostal se do průběžného vedení v poháru konstruktérů. Na pouštní závodní víkend bude chtít zapomenout zejména Lewis Hamilton, který nejprve zaspal start a z třetího místa se propadl až na desátou pozici, kterou musel přepustit kvůli neplánované zastávce v boxech po zaviněné kolizi s Fernandem Alonsem. Celkově dokončil závod na slabém třináctém místě a nepřipsal si tak ani jeden bod. Kovalainen měl naopak start velmi podařený a rychle vybojoval třetí příčku, jenže byl téměř okamžitě předjet Räikkönenem a kvůli probrzdění pneumatiky a jím způsobeným vibracím se rozhodl raději příliš netlačit na pilu. Chování auta se srovnalo po první zastávce v boxech, ale to již bylo pozdě. Fin si tak připsal pátou příčku a nejrychlejší kolo. Po dlouhých devatenácti závodech se tak musely poprvé stupně vítězů obejít bez zástupce stříbrných šípů. Tým se svými 28 body – oba jezdci přispěli rovným dílem – propadl na průběžné třetí místo v poháru konstruktérů.

## Jezdci a monoposty
| Sezóna | Tým                                          | Šasi                                              | Motor                                             | Pneu   | No.         | Jezdci                                                            | Závody | Výhry | 2. místo | 3. místo | PP  | NK  | Body    | Umístění |
| ------ | -------------------------------------------- | ------------------------------------------------- | ------------------------------------------------- | ------ | ----------- | ----------------------------------------------------------------- | ------ | ----- | -------- | -------- | --- | --- | ------- | -------- |
| 1978   | Marlboro Team McLaren                        | McLaren M26 McLaren M26E                          | Ford-Cosworth DFV 3.0 V8                          | G      | 7. 8. 33.   | James Hunt Patrick Tambay Bruno Giacomelli                        | 16     | —     | —        | 1        | —   | —   | 15      | 8.       |
| 1979   | Marlboro Team McLaren Löwenbräu Team McLaren | McLaren M28 McLaren M26 McLaren M29               | Ford-Cosworth DFV 3.0 V8                          | G      | 7. 8.       | John Watson Patrick Tambay                                        | 15     | —     | —        | 1        | —   | —   | 15      | 7.       |
| 1980   | Marlboro Team McLaren                        | McLaren M29 McLaren M29B McLaren M29C McLaren M30 | Ford-Cosworth DFV 3.0 V8                          | G      | 7. 8.       | John Watson Alain Prost Stephen South                             | 14     | —     | —        | —        | —   | —   | 11      | 9.       |
| 1981   | Marlboro McLaren International               | McLaren M29F McLaren MP4/1                        | Ford-Cosworth DFV 3.0 V8                          | M      | 7. 8.       | John Watson Andrea de Cesaris                                     | 15     | 1     | 2        | 1        | —   | 1   | 28      | 6.       |
| 1982   | Marlboro McLaren International               | McLaren MP4/1B                                    | Ford-Cosworth DFV 3.0 V8                          | M      | 7. 8.       | John Watson Niki Lauda                                            | 15     | 4     | 2        | 2        | —   | 2   | 69      | 2.       |
| 1983   | Marlboro McLaren International               | McLaren MP4/1C McLaren MP4/1E                     | Ford-Cosworth DFV 3.0 V8 TAG-Porsche 1.5 V6 t     | M      | 7. 8.       | John Watson Niki Lauda                                            | 14     | 1     | 1        | 3        | —   | 2   | 34      | 5.       |
| 1984   | Marlboro McLaren International               | McLaren MP4/2                                     | TAG-Porsche 1.5 V6 t                              | M      | 7. 8.       | Niki Lauda Alain Prost                                            | 16     | 12    | 5        | 1        | 3   | 8   | 143,5   | 1.       |
| 1985   | Marlboro McLaren International               | McLaren MP4/2B                                    | TAG-Porsche 1.5 V6 t                              | G      | 1. 2.       | Niki Lauda John Watson Alain Prost                                | 16     | 6     | 2        | 4        | 2   | 6   | 90      | 1.       |
| 1986   | Marlboro McLaren International               | McLaren MP4/2C                                    | TAG-Porsche 1.5 V6 t                              | G      | 1. 2.       | Alain Prost Keke Rosberg                                          | 16     | 4     | 5        | 3        | 2   | 2   | 96      | 2.       |
| 1987   | Marlboro McLaren International               | McLaren MP4/3                                     | TAG-Porsche 1.5 V6 t                              | G      | 1. 2.       | Alain Prost Stefan Johansson                                      | 16     | 3     | 3        | 6        | —   | 2   | 76      | 2.       |
| 1988   | Honda Marlboro McLaren                       | McLaren MP4/4                                     | Honda RA168E 1.5 V6 t                             | G      | 11. 12.     | Alain Prost Ayrton Senna                                          | 16     | 15    | 10       | —        | 15  | 10  | 199     | 1.       |
| 1989   | Honda Marlboro McLaren                       | McLaren MP4/5                                     | Honda RA109E 3.5 V10                              | G      | 1. 2.       | Ayrton Senna Alain Prost                                          | 16     | 10    | 7        | 1        | 15  | 8   | 141     | 1.       |
| 1990   | Honda Marlboro McLaren                       | McLaren MP4/5B                                    | Honda RA100E 3.5 V10                              | G      | 27. 28.     | Ayrton Senna Gerhard Berger                                       | 16     | 6     | 4        | 8        | 12  | 5   | 121     | 1.       |
| 1991   | Honda Marlboro McLaren                       | McLaren MP4/6                                     | Honda RA121E 3.5 V12                              | G      | 1. 2.       | Ayrton Senna Gerhard Berger                                       | 16     | 8     | 6        | 4        | 10  | 4   | 139     | 1.       |
| 1992   | Honda Marlboro McLaren                       | McLaren MP4/6B McLaren MP4/7A                     | Honda RA122E 3.5 V12 Honda RA122E/B 3.5 V12       | G      | 1. 2.       | Ayrton Senna Gerhard Berger                                       | 16     | 5     | 3        | 4        | 1   | 3   | 99      | 2.       |
| 1993   | Marlboro McLaren                             | McLaren MP4/8                                     | Ford HBE7 3.5 V8                                  | G      | 7. 8.       | Michael Andretti Mika Häkkinen Ayrton Senna                       | 16     | 5     | 2        | 2        | 1   | 1   | 84      | 2.       |
| 1994   | Marlboro McLaren Peugeot                     | McLaren MP4/9                                     | Peugeot A6 3.5 V10                                | G      | 7. 8.       | Mika Häkkinen Philippe Alliot Martin Brundle                      | 16     | —     | 2        | 6        | —   | —   | 42      | 4.       |
| 1995   | Marlboro McLaren Mercedes                    | McLaren MP4/10 McLaren MP4/10B McLaren MP4/10C    | Mercedes FO 110 3.0 V10                           | G      | 7. 8.       | Mark Blundell Nigel Mansell Mika Häkkinen Jan Magnussen           | 17     | —     | 2        | —        | —   | —   | 30      | 4.       |
| 1996   | Marlboro McLaren Mercedes                    | McLaren MP4/11                                    | Mercedes FO 110 3.0 V10                           | G      | 7. 8.       | Mika Häkkinen David Coulthard                                     | 16     | —     | 1        | 5        | —   | —   | 49      | 4.       |
| 1997   | West McLaren Mercedes                        | McLaren MP4/12                                    | Mercedes FO 110E 3.0 V10 Mercedes FO 110F 3.0 V10 | G      | 9. 10.      | Mika Häkkinen David Coulthard                                     | 17     | 3     | 2        | 2        | 1   | 2   | 63      | 4.       |
| 1998   | West McLaren Mercedes                        | McLaren MP4/13                                    | Mercedes FO 110G 3.0 V10                          | B      | 7. 8.       | David Coulthard Mika Häkkinen                                     | 16     | 9     | 8        | 3        | 12  | 9   | 156     | 1.       |
| 1999   | West McLaren Mercedes                        | McLaren MP4/14                                    | Mercedes FO 110H 3.0 V10                          | B      | 1. 2.       | Mika Häkkinen David Coulthard                                     | 16     | 7     | 6        | 3        | 11  | 9   | 124     | 2.       |
| 2000   | West McLaren Mercedes                        | McLaren MP4/15                                    | Mercedes FO 110J 3.0 V10                          | B      | 1. 2.       | Mika Häkkinen David Coulthard                                     | 17     | 7     | 10       | 5        | 7   | 12  | 152     | 2.       |
| 2001   | West McLaren Mercedes                        | McLaren MP4-16                                    | Mercedes FO 110K 3.0 V10                          | B      | 3. 4.       | Mika Häkkinen David Coulthard                                     | 17     | 4     | 3        | 6        | 2   | 6   | 102     | 2.       |
| 2002   | West McLaren Mercedes                        | McLaren MP4-17                                    | Mercedes FO 110M 3.0 V10                          | M      | 3. 4.       | David Coulthard Kimi Räikkönen                                    | 17     | 1     | 2        | 7        | —   | 2   | 65      | 3.       |
| 2003   | West McLaren Mercedes                        | McLaren MP4-17D                                   | Mercedes FO 110M 3.0 V10 Mercedes FO 110P 3.0 V10 | M      | 5. 6.       | David Coulthard Kimi Räikkönen                                    | 16     | 2     | 8        | 3        | 2   | 3   | 142     | 3.       |
| 2004   | West McLaren Mercedes                        | McLaren MP4-19 McLaren MP4-19B                    | Mercedes FO 110Q 3.0 V10                          | M      | 5. 6.       | David Coulthard Kimi Räikkönen                                    | 18     | 1     | 2        | 1        | 1   | 2   | 69      | 5.       |
| 2005   | West McLaren Mercedes Team McLaren Mercedes  | McLaren MP4-20                                    | Mercedes FO 110R 3.0 V10                          | M      | 9. 10.      | Kimi Räikkönen Juan Pablo Montoya Pedro de la Rosa Alexander Wurz | 18     | 10    | 4        | 4        | 7   | 12  | 182     | 2.       |
| 2006   | Team McLaren Mercedes                        | McLaren MP4-21                                    | Mercedes FO 108S 2.4 V8                           | M      | 3. 4.       | Kimi Räikkönen Juan Pablo Montoya Pedro de la Rosa                | 18     | —     | 4        | 5        | 3   | 3   | 110     | 3.       |
| 2007   | Vodafone McLaren Mercedes                    | McLaren MP4-22                                    | Mercedes FO 108T 2.4 V8                           | B      | 1. 2.       | Fernando Alonso Lewis Hamilton                                    | 17     | 8     | 9        | 7        | 8   | 5   | 0 (203) | DSQ      |
| 2008   | Vodafone McLaren Mercedes                    | McLaren MP4-23                                    | Mercedes FO 108T 2.4 V8                           | B      | 22. 23.     | Lewis Hamilton Heikki Kovalainen                                  | 18     | 6     | 3        | 4        | 8   | 3   | 151     | 2.       |
| 2009   | Vodafone McLaren Mercedes                    | McLaren MP4-24                                    | Mercedes FO 108W 2.4 V8                           | B      | 1. 2.       | Lewis Hamilton Heikki Kovalainen                                  | 17     | 2     | 1        | 2        | 4   | —   | 71      | 3.       |
| 2010   | Vodafone McLaren Mercedes                    | McLaren MP4-25                                    | Mercedes FO 108X 2.4 V8                           | B      | 1. 2.       | Jenson Button Lewis Hamilton                                      | 19     | 5     | 8        | 3        | 1   | 6   | 454     | 2.       |
| 2011   | Vodafone McLaren Mercedes                    | McLaren MP4-26                                    | Mercedes FO 108Y 2.4 V8                           | P      | 3. 4.       | Lewis Hamilton Jenson Button                                      | 19     | 6     | 7        | 5        | 1   | 6   | 497     | 2.       |
| 2012   | Vodafone McLaren Mercedes                    | McLaren MP4-27                                    | Mercedes FO 108Z 2.4 V8                           | P      | 3. 4.       | Jenson Button Lewis Hamilton                                      | 20     | 7     | 3        | 3        | 8   | 3   | 378     | 3.       |
| 2013   | Vodafone McLaren Mercedes                    | McLaren MP4-28                                    | Mercedes FO 108F 2.4 V8                           | P      | 5. 6.       | Jenson Button Sergio Pérez                                        | 19     | —     | —        | —        | —   | 1   | 122     | 5.       |
| 2014   | McLaren Mercedes                             | McLaren MP4-29                                    | Mercedes PU106A Hybrid 1.6 V6 t                   | P      | 20. 22.     | Kevin Magnussen Jenson Button                                     | 19     | —     | 1        | 1        | —   | —   | 181     | 5.       |
| 2015   | McLaren Honda                                | McLaren MP4-30                                    | Honda RA615H 1.6 V6 t                             | P      | 14. 20. 22. | Fernando Alonso Kevin Magnussen Jenson Button                     | 19     | —     | —        | —        | —   | —   | 27      | 9.       |
| 2016   | McLaren Honda                                | McLaren MP4-31                                    | Honda RA616H 1.6 V6 t                             | P      | 14. 22. 47. | Fernando Alonso Jenson Button Stoffel Vandoorne                   | 21     | —     | —        | —        | —   | 1   | 76      | 6.       |
| 2017   | McLaren Honda                                | McLaren MCL32                                     | Honda RA617H 1.6 V6 t                             | P      | 2. 14. 22.  | Stoffel Vandoorne Fernando Alonso Jenson Button                   | 20     | —     | —        | —        | —   | 1   | 30      | 9.       |
| 2018   | McLaren F1 Team                              | McLaren MCL33                                     | Renault R.E.18 1.6 V6 t                           | P      | 2. 14.      | Stoffel Vandoorne Fernando Alonso                                 | 21     | —     | —        | —        | —   | —   | 62      | 6.       |
| 2019   | McLaren F1 Team                              | McLaren MCL34                                     | Renault E-Tech 19 1.6 V6 t                        | P      | 4. 55.      | Lando Norris Carlos Sainz Jr.                                     | 21     | —     | —        | 1        | —   | —   | 145     | 4.       |
| 2020   | McLaren F1 Team                              | McLaren MCL35                                     | Renault E-Tech 20 1.6 V6 t                        | P      | 4. 55.      | Lando Norris Carlos Sainz Jr.                                     | 17     | —     | 1        | 1        | —   | 3   | 202     | 3.       |
| 2021   | McLaren F1 Team                              | McLaren MCL35M                                    | Mercedes M12 E Performance 1.6 V6 t               | P      | 3. 4.       | Daniel Ricciardo Lando Norris                                     | 22     | 1     | 1        | 3        | 1   | 2   | 275     | 4.       |
| 2022   | McLaren F1 Team                              | McLaren MCL36                                     | Mercedes M13 E Performance 1.6 V6 t               | P      | 3. 4.       | Daniel Ricciardo Lando Norris                                     | 22     | —     | —        | 1        | —   | 2   | 159     | 5.       |
| 2023   | McLaren F1 Team                              | McLaren MCL60                                     | Mercedes M14 E Performance 1.6 V6 t               | P      | 4. 81.      | Lando Norris Oscar Piastri                                        | 22     | —     | 7        | 2        | —   | 3   | 302     | 4.       |
| 2024   | McLaren F1 Team                              | McLaren MCL38                                     | Mercedes M15 E Performance 1.6 V6 t               | P      | 4. 81.      | Lando Norris Oscar Piastri                                        | 24     | 6     | 10       | 5        | 8   | 7   | 666     | 1.       |
| 2025   | McLaren F1 Team                              | McLaren MCL39                                     | Mercedes M16 E Performance 1.6 V6 t               | P      | 4. 81.      | Lando Norris Oscar Piastri                                        | 12     | 9     | 7        | 4        | 7   | 9   | 460*    | 1.*      |
| Celkem | Celkem                                       | Celkem                                            | Celkem                                            | Celkem | Celkem      | Celkem                                                            | 982    | 198   | 182      | 161      | 171 | 181 | 7 748,5 |          |

## Kompletní výsledky ve Formuli 1
| Legenda k tabulce | Legenda k tabulce                                                                       |
| Barva             | Výsledek                                                                                |
| ----------------- | --------------------------------------------------------------------------------------- |
| Zlatá             | Vítěz                                                                                   |
| Stříbrná          | 2. místo                                                                                |
| Bronzová          | 3. místo                                                                                |
| Zelená            | Bodované umístění                                                                       |
| Modrá             | Nebodované umístění                                                                     |
| Modrá             | Dokončil neklasifikován (NC)                                                            |
| Fialová           | Odstoupil (Ret)                                                                         |
| Červená           | Nekvalifikoval se (DNQ)                                                                 |
| Červená           | Nepředkvalifikoval se (DNPQ)                                                            |
| Černá             | Diskvalifikován (DSQ)                                                                   |
| Bílá              | Nestartoval (DNS)                                                                       |
| Bílá              | Závod zrušen (C)                                                                        |
| Světle modrá      | Pouze trénoval (PO)                                                                     |
| Světle modrá      | Páteční testovací jezdec (TD)                                                           |
| Bez barvy         | Netrénoval (DNP)                                                                        |
| Bez barvy         | Vyřazen (EX)                                                                            |
| Bez barvy         | Nepřijel (DNA)                                                                          |
| Bez barvy         | Odvolal účast (WD)                                                                      |
| Bez barvy         | Nezúčastnil se (prázdné)                                                                |
| Označení          | Význam                                                                                  |
| Tučnost           | Pole position                                                                           |
| Kurzíva           | Nejrychlejší kolo                                                                       |
| †                 | Jezdec nedojel do cíle, ale byl klasifikován, protože odjel více než 90 % délky závodu. |
| ‡                 | Byl udělován poloviční počet bodů, protože bylo odjeto méně než 75 % délky závodu.      |
| Horní index       | Umístění bodujících jezdců ve sprintu                                                   |

### 1966–1969
| Rok  | Šasi            | Jezdci        | 1   | 2   | 3   | 4   | 5   | 6   | 7   | 8   | 9   | 10  | 11  | 12  | Body    | Umístění  |
| ---- | --------------- | ------------- | --- | --- | --- | --- | --- | --- | --- | --- | --- | --- | --- | --- | ------- | --------- |
| 1966 | M2B             |               | MON | BEL | FRA | GBR | NED | GER | ITA | USA | MEX |     |     |     | 2       | 9. místo  |
| 1966 | M2B             | Bruce McLaren | Ret |     |     |     |     |     |     | 5   | Ret |     |     |     | 2       | 9. místo  |
| 1966 | M2B             | Bruce McLaren |     | DNS |     | 6   | DNS |     |     |     |     |     |     |     | 1       | 12. místo |
| 1967 | M4B             |               | RSA | MON | NED | BEL | FRA | GBR | GER | CAN | ITA | USA | MEX |     | 3       | 10. místo |
| 1967 | M4B             | Bruce McLaren |     | 4   | Ret |     |     |     |     |     |     |     |     |     | 3       | 10. místo |
| 1967 | M5A             | Bruce McLaren |     |     |     |     |     |     |     |     | 7   | Ret | Ret | Ret | 3       | 10. místo |
| 1968 | M5A             |               | RSA | ESP | MON | BEL | NED | FRA | GBR | GER | ITA | CAN | USA | MEX | 3       | 10. místo |
| 1968 | M5A             | Denny Hulme   | 5   |     |     |     |     |     |     |     |     |     |     |     | 3       | 10. místo |
| 1968 | M7A             | Denny Hulme   |     | 2   | 5   | Ret | Ret | 5   | 4   | 7   | 1   | 1   | Ret | Ret | 49      | 2. místo  |
| 1968 | M7A             | Bruce McLaren |     | Ret | Ret | 1   | Ret | 8   | 7   | 13  | Ret | 2   | 6   | 2   | 49      | 2. místo  |
| 1969 | M7A M7B M7C M9A |               | RSA | ESP | MON | NED | FRA | GBR | GER | ITA | CAN | USA | MEX |     | 38 (40) | 5. místo  |
| 1969 | M7A M7B M7C M9A | Bruce McLaren | 5   | 2   | 5   | Ret | 4   | 3   | 3   | 4   | 5   | DNS | DNS |     | 38 (40) | 5. místo  |
| 1969 | M7A M7B M7C M9A | Denny Hulme   | 3   | 4   | 6   | 4   | 8   | Ret | Ret | 7   | Ret | Ret | 1   |     | 38 (40) | 5. místo  |
| 1969 | M7A M7B M7C M9A | Derek Bell    |     |     |     |     |     | Ret |     |     |     |     |     |     | 38 (40) | 5. místo  |

### 1970–1979
| Rok  | Šasi                  | Jezdci             | 1   | 2   | 3   | 4   | 5   | 6   | 7   | 8   | 9   | 10  | 11  | 12  | 13  | 14  | 15  | 16  | 17  | Body    | Umístění |
| ---- | --------------------- | ------------------ | --- | --- | --- | --- | --- | --- | --- | --- | --- | --- | --- | --- | --- | --- | --- | --- | --- | ------- | -------- |
| 1970 | M7D M14A M14D         |                    | RSA | ESP | MON | BEL | NED | FRA | GBR | GER | AUT | ITA | CAN | USA | MEX |     |     |     |     | 35      | 5. místo |
| 1970 | M7D M14A M14D         | Bruce McLaren      | Ret | 2   | Ret |     |     |     |     |     |     |     |     |     |     |     |     |     |     | 35      | 5. místo |
| 1970 | M7D M14A M14D         | Denny Hulme        | 2   | Ret | 4   |     |     | 4   | 3   | 3   | Ret | 4   | Ret | 7   | 3   |     |     |     |     | 35      | 5. místo |
| 1970 | M7D M14A M14D         | Peter Gethin       |     |     |     |     | Ret |     |     | Ret | 10  | Ret | 6   | 14  | Ret |     |     |     |     | 35      | 5. místo |
| 1970 | M7D M14A M14D         | Dan Gurney         |     |     |     |     | Ret | 6   | Ret |     |     |     |     |     |     |     |     |     |     | 35      | 5. místo |
| 1970 | M7D M14D              | Andrea de Adamich  |     | DNQ | DNQ |     | DNQ | NC  | DNS | DNQ | 12  | 8   | Ret | DNQ |     |     |     |     |     | 0       | NC       |
| 1970 | M7D M14D              | Nanni Galli        |     |     |     |     |     |     |     |     |     | DNQ |     |     |     |     |     |     |     | 0       | NC       |
| 1971 | M14A M19A             |                    | RSA | ESP | MON | NED | FRA | GBR | GER | AUT | ITA | CAN | USA |     |     |     |     |     |     | 10      | 6. místo |
| 1971 | M14A M19A             | Denny Hulme        | 6   | 5   | 4   | 12  | Ret | Ret | Ret | Ret |     | 4   | Ret |     |     |     |     |     |     | 10      | 6. místo |
| 1971 | M14A M19A             | Peter Gethin       | Ret | 8   | Ret | Ret | 9   | Ret | Ret |     |     |     |     |     |     |     |     |     |     | 10      | 6. místo |
| 1971 | M14A M19A             | Jackie Oliver      |     |     |     |     |     | Ret |     | 9   | 7   |     |     |     |     |     |     |     |     | 10      | 6. místo |
| 1972 | M19A M19C             |                    | ARG | RSA | ESP | MON | BEL | FRA | GBR | GER | AUT | ITA | CAN | USA |     |     |     |     |     | 47 (49) | 3. místo |
| 1972 | M19A M19C             | Denny Hulme        | 2   | 1   | Ret | 15  | 3   | 7   | 5   | Ret | 2   | 3   | 3   | 3   |     |     |     |     |     | 47 (49) | 3. místo |
| 1972 | M19A M19C             | Peter Revson       | Ret | 3   | 5   |     | 7   |     | 3   |     | 3   | 4   | 2   | 18  |     |     |     |     |     | 47 (49) | 3. místo |
| 1972 | M19A M19C             | Brian Redman       |     |     |     | 5   |     | 9   |     | 5   |     |     |     |     |     |     |     |     |     | 47 (49) | 3. místo |
| 1972 | M19A M19C             | Jody Scheckter     |     |     |     |     |     |     |     |     |     |     |     | 9   |     |     |     |     |     | 47 (49) | 3. místo |
| 1973 | M19A M19C M23         |                    | ARG | BRA | RSA | ESP | BEL | MON | SWE | FRA | GBR | NED | GER | AUT | ITA | CAN | USA |     |     | 58      | 3. místo |
| 1973 | M19A M19C M23         | Denny Hulme        | 5   | 3   | 5   | 6   | 7   | 6   | 1   | 8   | 3   | Ret | 12  | 8   | 15  | 13  | 4   |     |     | 58      | 3. místo |
| 1973 | M19A M19C M23         | Peter Revson       | 8   | Ret | 2   | 4   | Ret | 5   | 7   |     | 1   | 4   | 9   | Ret | 3   | 1   | 5   |     |     | 58      | 3. místo |
| 1973 | M19A M19C M23         | Jody Scheckter     |     |     | 9   |     |     |     |     | Ret | Ret |     |     |     |     | Ret | Ret |     |     | 58      | 3. místo |
| 1973 | M19A M19C M23         | Jacky Ickx         |     |     |     |     |     |     |     |     |     |     | 3   |     |     |     |     |     |     | 58      | 3. místo |
| 1974 | M23                   |                    | ARG | BRA | RSA | ESP | BEL | MON | SWE | NED | FRA | GBR | GER | AUT | ITA | CAN | USA |     |     | 73 (75) | 1. místo |
| 1974 | M23                   | Emerson Fittipaldi | 10  | 1   | 7   | 3   | 1   | 5   | 4   | 3   | Ret | 2   | Ret | Ret | 2   | 1   | 4   |     |     | 73 (75) | 1. místo |
| 1974 | M23                   | Denny Hulme        | 1   | 12  | 9   | 6   | 6   | Ret | Ret | Ret | 6   | 7   | DSQ | 2   | 6   | 6   | Ret |     |     | 73 (75) | 1. místo |
| 1974 | M23                   | Mike Hailwood      | 4   | 5   | 3   | 9   | 7   | Ret | Ret | 4   | 7   | Ret | 15† |     |     |     |     |     |     | 73 (75) | 1. místo |
| 1974 | M23                   | David Hobbs        |     |     |     |     |     |     |     |     |     |     |     | 7   | 9   |     |     |     |     | 73 (75) | 1. místo |
| 1974 | M23                   | Jochen Mass        |     |     |     |     |     |     |     |     |     |     |     |     |     | 16  | 7   |     |     | 73 (75) | 1. místo |
| 1975 | M23                   |                    | ARG | BRA | RSA | ESP | MON | BEL | SWE | NED | FRA | GBR | GER | AUT | ITA | USA |     |     |     | 53      | 3. místo |
| 1975 | M23                   | Emerson Fittipaldi | 1   | 2   | Ret | DNS | 2   | 7   | 8   | Ret | 4   | 1   | Ret | 9   | 2   | 2   |     |     |     | 53      | 3. místo |
| 1975 | M23                   | Jochen Mass        | 14  | 3   | 6   | 1‡  | 6   | Ret | Ret | Ret | 3   | 7   | Ret | 4‡  | Ret | 3   |     |     |     | 53      | 3. místo |
| 1976 | M23 M26               |                    | BRA | RSA | USW | ESP | BEL | MON | SWE | FRA | GBR | GER | AUT | NED | ITA | CAN | USA | JPN |     | 74 (75) | 1. místo |
| 1976 | M23 M26               | James Hunt         | Ret | 2   | Ret | 1   | Ret | Ret | 5   | 1   | DSQ | 1   | 4   | 1   | Ret | 1   | 1   | 3   |     | 74 (75) | 1. místo |
| 1976 | M23 M26               | Jochen Mass        | 6   | 3   | 5   | Ret | 6   | 5   | 11  | 15  | Ret | 3   | 7   | 9   | Ret | 5   | 4   | Ret |     | 74 (75) | 1. místo |
| 1977 | M23 M26               |                    | ARG | BRA | RSA | USW | ESP | MON | BEL | SWE | FRA | GBR | GER | AUT | NED | ITA | USA | CAN | JPN | 60      | 3. místo |
| 1977 | M23 M26               | James Hunt         | Ret | 2   | 4   | 7   | Ret | Ret | 7   | 12  | 3   | 1   | Ret | Ret | Ret | Ret | 1   | Ret | 1   | 60      | 3. místo |
| 1977 | M23 M26               | Jochen Mass        | Ret | Ret | 5   | Ret | 4   | 4   | Ret | 2   | 9   | 4   | Ret | 6   | Ret | 4   | Ret | 3   | Ret | 60      | 3. místo |
| 1977 | M23 M26               | Gilles Villeneuve  |     |     |     |     |     |     |     |     |     | 11  |     |     |     |     |     |     |     | 60      | 3. místo |
| 1977 | M23 M26               | Bruno Giacomelli   |     |     |     |     |     |     |     |     |     |     |     |     |     | Ret |     |     |     | 60      | 3. místo |
| 1978 | M26                   |                    | ARG | BRA | RSA | USW | MON | BEL | ESP | SWE | FRA | GBR | GER | AUT | NED | ITA | USA | CAN |     | 15      | 8. místo |
| 1978 | M26                   | James Hunt         | 4   | Ret | Ret | Ret | Ret | Ret | 6   | 8   | 3   | Ret | DSQ | Ret | 10  | Ret | 7   | Ret |     | 15      | 8. místo |
| 1978 | M26                   | Patrick Tambay     | 6   | Ret | Ret | 12  | 7   |     | Ret | 4   | 9   | 6   | Ret | Ret | 9   | 5   | 6   | 8   |     | 15      | 8. místo |
| 1978 | M26                   | Bruno Giacomelli   |     |     |     |     |     | 8   |     |     | Ret | 7   |     |     | Ret | 14  |     |     |     | 15      | 8. místo |
| 1979 | M26 M28 M28B M28C M29 |                    | ARG | BRA | RSA | USW | ESP | BEL | MON | FRA | GBR | GER | AUT | NED | ITA | CAN | USA |     |     | 15      | 7. místo |
| 1979 | M26 M28 M28B M28C M29 | John Watson        | 3   | 8   | Ret | Ret | Ret | 6   | 4   | 11  | 4   | 5   | 9   | Ret | Ret | 6   | 6   |     |     | 15      | 7. místo |
| 1979 | M26 M28 M28B M28C M29 | Patrick Tambay     | Ret | Ret | 10  | Ret | 13  | DNQ | DNQ | 10  | 7   | Ret | 10  | Ret | Ret | Ret | Ret |     |     | 15      | 7. místo |

### 1980–1989
| Rok  | Šasi          | Jezdci            | 1   | 2   | 3   | 4   | 5   | 6   | 7   | 8   | 9   | 10  | 11  | 12  | 13  | 14  | 15  | 16  | Body  | Umístění |
| ---- | ------------- | ----------------- | --- | --- | --- | --- | --- | --- | --- | --- | --- | --- | --- | --- | --- | --- | --- | --- | ----- | -------- |
| 1980 | M29B M29C M30 |                   | ARG | BRA | RSA | USW | BEL | MON | FRA | GBR | GER | AUT | NED | ITA | CAN | USA |     |     | 11    | 9. místo |
| 1980 | M29B M29C M30 | John Watson       | Ret | 11  | 11  | 4   | Ret | DNQ | 7   | 8   | Ret | Ret | Ret | Ret | 4   | NC  |     |     | 11    | 9. místo |
| 1980 | M29B M29C M30 | Alain Prost       | 6   | 5   | DNS |     | Ret | Ret | Ret | 6   | 11  | 7   | 6   | 7   | Ret | DNS |     |     | 11    | 9. místo |
| 1980 | M29B M29C M30 | Stephen South     |     |     |     | DNQ |     |     |     |     |     |     |     |     |     |     |     |     | 11    | 9. místo |
| 1981 | M29F MP4      |                   | USW | BRA | ARG | SMR | BEL | MON | ESP | FRA | GBR | GER | AUT | NED | ITA | CAN | CPL |     | 28    | 6. místo |
| 1981 | M29F MP4      | John Watson       | Ret | 8   | Ret | 10  | 7   | Ret | 3   | 2   | 1   | 6   | 6   | Ret | Ret | 2   | 7   |     | 28    | 6. místo |
| 1981 | M29F MP4      | Andrea de Cesaris | Ret | Ret | 11  | 6   | Ret | Ret | Ret | 11  | Ret | Ret | 8   | DNS | 7†  | Ret | 12  |     | 28    | 6. místo |
| 1982 | MP4B          |                   | RSA | BRA | USW | SMR | BEL | MON | DET | CAN | NED | GBR | FRA | GER | AUT | SUI | ITA | CPL | 69    | 2. místo |
| 1982 | MP4B          | Niki Lauda        | 4   | Ret | 1   |     | DSQ | Ret | Ret | Ret | 4   | 1   | 8   | DNS | 5   | 3   | Ret | Ret | 69    | 2. místo |
| 1982 | MP4B          | John Watson       | 6   | 2   | 6   |     | 1   | Ret | 1   | 3   | 9   | Ret | Ret | Ret | 9†  | 13  | 4   | 2   | 69    | 2. místo |
| 1983 | MP4/1C        |                   | BRA | USW | FRA | SMR | MON | BEL | DET | CAN | GBR | GER | AUT | NED | ITA | EUR | RSA |     | 34    | 5. místo |
| 1983 | MP4/1C        | Niki Lauda        | 3   | 2   | Ret | Ret | DNQ | Ret | Ret | Ret | 6   | DSQ | 6   |     |     |     |     |     | 34    | 5. místo |
| 1983 | MP4/1C        | John Watson       | Ret | 1   | Ret | 5   | DNQ | Ret | 3   | 6   | 9   | 5   | 9   | 3   |     |     |     |     | 34    | 5. místo |
| 1983 | MP4/1E        | Niki Lauda        |     |     |     |     |     |     |     |     |     |     |     | Ret | Ret | Ret | 11† |     | 0     | NC       |
| 1983 | MP4/1E        | John Watson       |     |     |     |     |     |     |     |     |     |     |     |     | Ret | Ret | DSQ |     | 0     | NC       |
| 1984 | MP4/2         |                   | BRA | RSA | BEL | SMR | FRA | MON | CAN | DET | DAL | GBR | GER | AUT | NED | ITA | EUR | POR | 143,5 | 1. místo |
| 1984 | MP4/2         | Niki Lauda        | Ret | 1   | Ret | Ret | 1   | Ret | 2   | Ret | Ret | 1   | 2   | 1   | 2   | 1   | 4   | 2   | 143,5 | 1. místo |
| 1984 | MP4/2         | Alain Prost       | 1   | 2   | Ret | 1   | 7   | 1‡  | 3   | 4   | Ret | Ret | 1   | Ret | 1   | Ret | 1   | 1   | 143,5 | 1. místo |
| 1985 | MP4/2B        |                   | BRA | POR | SMR | MON | CAN | DET | FRA | GBR | GER | AUT | NED | ITA | BEL | EUR | RSA | AUS | 90    | 1. místo |
| 1985 | MP4/2B        | Niki Lauda        | Ret | Ret | 4   | Ret | Ret | Ret | Ret | Ret | 5   | Ret | 1   | Ret | DNS |     | Ret | Ret | 90    | 1. místo |
| 1985 | MP4/2B        | John Watson       |     |     |     |     |     |     |     |     |     |     |     |     |     | 7   |     |     | 90    | 1. místo |
| 1985 | MP4/2B        | Alain Prost       | 1   | Ret | DSQ | 1   | 3   | Ret | 3   | 1   | 2   | 1   | 2   | 1   | 3   | 4   | 3   | Ret | 90    | 1. místo |
| 1986 | MP4/2C        |                   | BRA | ESP | SMR | MON | BEL | CAN | DET | FRA | GBR | GER | HUN | AUT | ITA | POR | MEX | AUS | 96    | 2. místo |
| 1986 | MP4/2C        | Alain Prost       | Ret | 3   | 1   | 1   | 6   | 2   | 3   | 2   | 3   | 6†  | Ret | 1   | DSQ | 2   | 2   | 1   | 96    | 2. místo |
| 1986 | MP4/2C        | Keke Rosberg      | Ret | 4   | 5†  | 2   | Ret | 4   | Ret | 4   | Ret | 5†  | Ret | 9†  | 4   | Ret | Ret | Ret | 96    | 2. místo |
| 1987 | MP4/3         |                   | BRA | SMR | BEL | MON | DET | FRA | GBR | GER | HUN | AUT | ITA | POR | ESP | MEX | JPN | AUS | 76    | 2. místo |
| 1987 | MP4/3         | Alain Prost       | 1   | Ret | 1   | 9†  | 3   | 3   | Ret | 7†  | 3   | 6   | 15  | 1   | 2   | Ret | 7   | Ret | 76    | 2. místo |
| 1987 | MP4/3         | Stefan Johansson  | 3   | 4   | 2   | Ret | 7   | 8   | Ret | 2   | Ret | 7   | 6   | 5   | 3   | Ret | 3   | Ret | 76    | 2. místo |
| 1988 | MP4/4         |                   | BRA | SMR | MON | MEX | CAN | DET | FRA | GBR | GER | HUN | BEL | ITA | POR | ESP | JPN | AUS | 199   | 1. místo |
| 1988 | MP4/4         | Alain Prost       | 1   | 2   | 1   | 1   | 2   | 2   | 1   | Ret | 2   | 2   | 2   | Ret | 1   | 1   | 2   | 1   | 199   | 1. místo |
| 1988 | MP4/4         | Ayrton Senna      | DSQ | 1   | Ret | 2   | 1   | 1   | 2   | 1   | 1   | 1   | 1   | 10† | 6   | 4   | 1   | 2   | 199   | 1. místo |
| 1989 | MP4/5         |                   | BRA | SMR | MON | MEX | USA | CAN | FRA | GBR | GER | HUN | BEL | ITA | POR | ESP | JPN | AUS | 141   | 1. místo |
| 1989 | MP4/5         | Ayrton Senna      | 11  | 1   | 1   | 1   | Ret | 7†  | Ret | Ret | 1   | 2   | 1   | Ret | Ret | 1   | DSQ | Ret | 141   | 1. místo |
| 1989 | MP4/5         | Alain Prost       | 2   | 2   | 2   | 5   | 1   | Ret | 1   | 1   | 2   | 4   | 2   | 1   | 2   | 3   | Ret | Ret | 141   | 1. místo |

### 1990–1999
| Rok  | Šasi                   | Jezdci           | 1   | 2   | 3   | 4   | 5   | 6   | 7   | 8   | 9   | 10  | 11  | 12  | 13  | 14  | 15  | 16  | 17  | Body | Umístění |
| ---- | ---------------------- | ---------------- | --- | --- | --- | --- | --- | --- | --- | --- | --- | --- | --- | --- | --- | --- | --- | --- | --- | ---- | -------- |
| 1990 | MP4/5B                 |                  | USA | BRA | SMR | MON | CAN | MEX | FRA | GBR | GER | HUN | BEL | ITA | POR | ESP | JPN | AUS |     | 121  | 1. místo |
| 1990 | MP4/5B                 | Ayrton Senna     | 1   | 3   | Ret | 1   | 1   | 20† | 3   | 3   | 1   | 2   | 1   | 1   | 2   | Ret | Ret | Ret |     | 121  | 1. místo |
| 1990 | MP4/5B                 | Gerhard Berger   | Ret | 2   | 2   | 3   | 4   | 3   | 5   | 14† | 3   | 16† | 3   | 3   | 4   | Ret | Ret | 4   |     | 121  | 1. místo |
| 1991 | MP4/6                  |                  | USA | BRA | SMR | MON | CAN | MEX | FRA | GBR | GER | HUN | BEL | ITA | POR | ESP | JPN | AUS |     | 139  | 1. místo |
| 1991 | MP4/6                  | Ayrton Senna     | 1   | 1   | 1   | 1   | Ret | 3   | 3   | 4†  | 7†  | 1   | 1   | 2   | 2   | 5   | 2   | 1‡  |     | 139  | 1. místo |
| 1991 | MP4/6                  | Gerhard Berger   | Ret | 3   | 2   | Ret | Ret | Ret | Ret | 2   | 4   | 4   | 2   | 4   | Ret | Ret | 1   | 3‡  |     | 139  | 1. místo |
| 1992 | MP4/6B MP4/7A          |                  | RSA | MEX | BRA | ESP | SMR | MON | CAN | FRA | GBR | GER | HUN | BEL | ITA | POR | JPN | AUS |     | 99   | 2. místo |
| 1992 | MP4/6B MP4/7A          | Ayrton Senna     | 3   | Ret | Ret | 9†  | 3   | 1   | Ret | Ret | Ret | 2   | 1   | 5   | 1   | 3   | Ret | Ret |     | 99   | 2. místo |
| 1992 | MP4/6B MP4/7A          | Gerhard Berger   | 5   | 4   | Ret | 4   | Ret | Ret | 1   | Ret | 5   | Ret | 3   | Ret | 4   | 2   | 2   | 1   |     | 99   | 2. místo |
| 1993 | MP4/8                  |                  | RSA | BRA | EUR | SMR | ESP | MON | CAN | FRA | GBR | GER | HUN | BEL | ITA | POR | JPN | AUS |     | 84   | 2. místo |
| 1993 | MP4/8                  | Michael Andretti | Ret | Ret | Ret | Ret | 5   | 8   | 14  | 6   | Ret | Ret | Ret | 8   | 3   |     |     |     |     | 84   | 2. místo |
| 1993 | MP4/8                  | Mika Häkkinen    |     |     |     |     |     |     |     |     |     |     |     |     |     | Ret | 3   | Ret |     | 84   | 2. místo |
| 1993 | MP4/8                  | Ayrton Senna     | 2   | 1   | 1   | Ret | 2   | 1   | 18† | 4   | 5†  | 4   | Ret | 4   | Ret | Ret | 1   | 1   |     | 84   | 2. místo |
| 1994 | MP4/9                  |                  | BRA | PAC | SMR | MON | ESP | CAN | FRA | GBR | GER | HUN | BEL | ITA | POR | EUR | JPN | AUS |     | 42   | 4. místo |
| 1994 | MP4/9                  | Mika Häkkinen    | Ret | Ret | 3   | Ret | Ret | Ret | Ret | 3   | Ret |     | 2   | 3   | 3   | 3   | 7   | 12† |     | 42   | 4. místo |
| 1994 | MP4/9                  | Philippe Alliot  |     |     |     |     |     |     |     |     |     | Ret |     |     |     |     |     |     |     | 42   | 4. místo |
| 1994 | MP4/9                  | Martin Brundle   | Ret | Ret | 8   | 2   | 11† | Ret | Ret | Ret | Ret | 4†  | Ret | 5   | 6   | Ret | Ret | 3   |     | 42   | 4. místo |
| 1995 | MP4/10 MP4/10B MP4/10C |                  | BRA | ARG | SMR | ESP | MON | CAN | FRA | GBR | GER | HUN | BEL | ITA | POR | EUR | PAC | JPN | AUS | 30   | 4. místo |
| 1995 | MP4/10 MP4/10B MP4/10C | Mark Blundell    | 6   | Ret |     |     | 5   | Ret | 11  | 5   | Ret | Ret | 5   | 4   | 9   | Ret | 9   | 7   | 4   | 30   | 4. místo |
| 1995 | MP4/10 MP4/10B MP4/10C | Nigel Mansell    |     |     | 10  | Ret |     |     |     |     |     |     |     |     |     |     |     |     |     | 30   | 4. místo |
| 1995 | MP4/10 MP4/10B MP4/10C | Mika Häkkinen    | 4   | Ret | 5   | Ret | Ret | Ret | 7   | Ret | Ret | Ret | Ret | 2   | Ret | 8   |     | 2   | DNS | 30   | 4. místo |
| 1995 | MP4/10 MP4/10B MP4/10C | Jan Magnussen    |     |     |     |     |     |     |     |     |     |     |     |     |     |     | 10  |     |     | 30   | 4. místo |
| 1996 | MP4/11                 |                  | AUS | BRA | ARG | EUR | SMR | MON | ESP | CAN | FRA | GBR | GER | HUN | BEL | ITA | POR | JPN |     | 49   | 4. místo |
| 1996 | MP4/11                 | Mika Häkkinen    | 5   | 4   | Ret | 8   | 8†  | 6†  | 5   | 5   | 5   | 3   | Ret | 4   | 3   | 3   | Ret | 3   |     | 49   | 4. místo |
| 1996 | MP4/11                 | David Coulthard  | Ret | Ret | 7   | 3   | Ret | 2   | Ret | 4   | 6   | 5   | 5   | Ret | Ret | Ret | 13  | 8   |     | 49   | 4. místo |
| 1997 | MP4/12                 |                  | AUS | BRA | ARG | SMR | MON | ESP | CAN | FRA | GBR | GER | HUN | BEL | ITA | AUT | LUX | JPN | EUR | 63   | 4. místo |
| 1997 | MP4/12                 | Mika Häkkinen    | 3   | 4   | 5   | 6   | Ret | 7   | Ret | Ret | Ret | 3   | Ret | DSQ | 9   | Ret | Ret | 4   | 1   | 63   | 4. místo |
| 1997 | MP4/12                 | David Coulthard  | 1   | 10  | Ret | Ret | Ret | 6   | 7   | 7†  | 4   | Ret | Ret | Ret | 1   | 2   | Ret | 10  | 2   | 63   | 4. místo |
| 1998 | MP4/13                 |                  | AUS | BRA | ARG | SMR | ESP | MON | CAN | FRA | GBR | AUT | GER | HUN | BEL | ITA | LUX | JPN |     | 156  | 1. místo |
| 1998 | MP4/13                 | David Coulthard  | 2   | 2   | 6   | 1   | 2   | Ret | Ret | 6   | Ret | 2   | 2   | 2   | 7   | Ret | 3   | 3   |     | 156  | 1. místo |
| 1998 | MP4/13                 | Mika Häkkinen    | 1   | 1   | 2   | Ret | 1   | 1   | Ret | 3   | 2   | 1   | 1   | 6   | Ret | 4   | 1   | 1   |     | 156  | 1. místo |
| 1999 | MP4/14                 |                  | AUS | BRA | SMR | MON | ESP | CAN | FRA | GBR | AUT | GER | HUN | BEL | ITA | EUR | MAL | JPN |     | 124  | 2. místo |
| 1999 | MP4/14                 | Mika Häkkinen    | Ret | 1   | Ret | 3   | 1   | 1   | 2   | Ret | 3   | Ret | 1   | 2   | Ret | 5   | 3   | 1   |     | 124  | 2. místo |
| 1999 | MP4/14                 | David Coulthard  | Ret | Ret | 2   | Ret | 2   | 7   | Ret | 1   | 2   | 5   | 2   | 1   | 5   | Ret | Ret | Ret |     | 124  | 2. místo |

### 2000–2009
| Rok  | Šasi           | Jezdci             | 1   | 2   | 3   | 4   | 5   | 6   | 7   | 8   | 9   | 10  | 11  | 12  | 13  | 14  | 15  | 16  | 17  | 18  | 19  | Body    | Umístění |
| ---- | -------------- | ------------------ | --- | --- | --- | --- | --- | --- | --- | --- | --- | --- | --- | --- | --- | --- | --- | --- | --- | --- | --- | ------- | -------- |
| 2000 | MP4/15         |                    | AUS | BRA | SMR | GBR | ESP | EUR | MON | CAN | FRA | AUT | GER | HUN | BEL | ITA | USA | JPN | MAL |     |     | 152     | 2. místo |
| 2000 | MP4/15         | Mika Häkkinen      | Ret | Ret | 2   | 2   | 1   | 2   | 6   | 4   | 2   | 1   | 2   | 1   | 1   | 2   | Ret | 2   | 4   |     |     | 152     | 2. místo |
| 2000 | MP4/15         | David Coulthard    | Ret | DSQ | 3   | 1   | 2   | 3   | 1   | 7   | 1   | 2   | 3   | 3   | 4   | Ret | 5   | 3   | 2   |     |     | 152     | 2. místo |
| 2001 | MP4-16         |                    | AUS | MAL | BRA | SMR | ESP | AUT | MON | CAN | EUR | FRA | GBR | GER | HUN | BEL | ITA | USA | JPN |     |     | 102     | 2. místo |
| 2001 | MP4-16         | Mika Häkkinen      | Ret | 6   | Ret | 4   | 9†  | Ret | Ret | 3   | 6   | DNS | 1   | Ret | 5   | 4   | Ret | 1   | 4   |     |     | 102     | 2. místo |
| 2001 | MP4-16         | David Coulthard    | 2   | 3   | 1   | 2   | 5   | 1   | 5   | Ret | 3   | 4   | Ret | Ret | 3   | 2   | Ret | 3   | 3   |     |     | 102     | 2. místo |
| 2002 | MP4-17         |                    | AUS | MAL | BRA | SMR | ESP | AUT | MON | CAN | EUR | GBR | FRA | GER | HUN | BEL | ITA | USA | JPN |     |     | 65      | 3. místo |
| 2002 | MP4-17         | David Coulthard    | Ret | Ret | 3   | 6   | 3   | 6   | 1   | 2   | Ret | 10  | 3   | 5   | 5   | 4   | 7   | 3   | Ret |     |     | 65      | 3. místo |
| 2002 | MP4-17         | Kimi Räikkönen     | 3   | Ret | 12† | Ret | Ret | Ret | Ret | 4   | 3   | Ret | 2   | Ret | 4   | Ret | Ret | Ret | 3   |     |     | 65      | 3. místo |
| 2003 | MP4-17D        |                    | AUS | MAL | BRA | SMR | ESP | AUT | MON | CAN | EUR | FRA | GBR | GER | HUN | ITA | USA | JPN |     |     |     | 142     | 3. místo |
| 2003 | MP4-17D        | David Coulthard    | 1   | Ret | 4   | 5   | Ret | 5   | 7   | Ret | 15† | 5   | 5   | 2   | 5   | Ret | Ret | 3   |     |     |     | 142     | 3. místo |
| 2003 | MP4-17D        | Kimi Räikkönen     | 3   | 1   | 2   | 2   | Ret | 2   | 2   | 6   | Ret | 4   | 3   | Ret | 2   | 4   | 2   | 2   |     |     |     | 142     | 3. místo |
| 2004 | MP4-19 MP4-19B |                    | AUS | MAL | BHR | SMR | ESP | MON | EUR | CAN | USA | FRA | GBR | GER | HUN | BEL | ITA | CHN | JPN | BRA |     | 69      | 5. místo |
| 2004 | MP4-19 MP4-19B | David Coulthard    | 8   | 6   | Ret | 12  | 10  | Ret | Ret | 6   | 7   | 6   | 7   | 4   | 9   | 7   | 6   | 9   | Ret | 11  |     | 69      | 5. místo |
| 2004 | MP4-19 MP4-19B | Kimi Räikkönen     | Ret | Ret | Ret | 8   | 11  | Ret | Ret | 5   | 6   | 7   | 2   | Ret | Ret | 1   | Ret | 3   | 6   | 2   |     | 69      | 5. místo |
| 2005 | MP4-20         |                    | AUS | MAL | BHR | SMR | ESP | MON | EUR | CAN | USA | FRA | GBR | GER | HUN | TUR | ITA | BEL | BRA | JPN | CHN | 182     | 2. místo |
| 2005 | MP4-20         | Kimi Räikkönen     | 8   | 9   | 3   | Ret | 1   | 1   | 11† | 1   | DNS | 2   | 3   | Ret | 1   | 1   | 4   | 1   | 2   | 1   | 2   | 182     | 2. místo |
| 2005 | MP4-20         | Juan Pablo Montoya | 6   | 4   |     |     | 7   | 5   | 7   | DSQ | DNS | Ret | 1   | 2   | Ret | 3   | 1   | 14† | 1   | Ret | Ret | 182     | 2. místo |
| 2005 | MP4-20         | Pedro de la Rosa   |     |     | 5   |     |     |     |     |     |     |     |     |     |     |     |     |     |     |     |     | 182     | 2. místo |
| 2005 | MP4-20         | Alexander Wurz     |     |     |     | 3   |     |     |     |     |     |     |     |     |     |     |     |     |     |     |     | 182     | 2. místo |
| 2006 | MP4-21         |                    | BHR | MAL | AUS | SMR | EUR | ESP | MON | GBR | CAN | USA | FRA | GER | HUN | TUR | ITA | CHN | JPN | BRA |     | 110     | 3. místo |
| 2006 | MP4-21         | Kimi Räikkönen     | 3   | Ret | 2   | 5   | 4   | 5   | Ret | 3   | 3   | Ret | 5   | 3   | Ret | Ret | 2   | Ret | 5   | 5   |     | 110     | 3. místo |
| 2006 | MP4-21         | Juan Pablo Montoya | 5   | 4   | Ret | 3   | Ret | Ret | 2   | 6   | Ret | Ret |     |     |     |     |     |     |     |     |     | 110     | 3. místo |
| 2006 | MP4-21         | Pedro de la Rosa   |     |     |     |     |     |     |     |     |     |     | 7   | Ret | 2   | 5   | Ret | 5   | 11  | 8   |     | 110     | 3. místo |
| 2007 | MP4-22         |                    | AUS | MAL | BHR | ESP | MON | CAN | USA | FRA | GBR | EUR | HUN | TUR | ITA | BEL | JPN | CHN | BRA |     |     | 0 (203) | DSQ      |
| 2007 | MP4-22         | Fernando Alonso    | 2   | 1   | 5   | 3   | 1   | 7   | 2   | 7   | 2   | 1   | 4   | 3   | 1   | 3   | Ret | 2   | 3   |     |     | 0 (203) | DSQ      |
| 2007 | MP4-22         | Lewis Hamilton     | 3   | 2   | 2   | 2   | 2   | 1   | 1   | 3   | 3   | 9   | 1   | 5   | 2   | 4   | 1   | Ret | 7   |     |     | 0 (203) | DSQ      |
| 2008 | MP4-23         |                    | AUS | MAL | BHR | ESP | TUR | MON | CAN | FRA | GBR | GER | HUN | EUR | BEL | ITA | SIN | JPN | CHN | BRA |     | 151     | 2. místo |
| 2008 | MP4-23         | Lewis Hamilton     | 1   | 5   | 13  | 3   | 2   | 1   | Ret | 10  | 1   | 1   | 5   | 2   | 3   | 7   | 3   | 12  | 1   | 5   |     | 151     | 2. místo |
| 2008 | MP4-23         | Heikki Kovalainen  | 5   | 3   | 5   | Ret | 12  | 8   | 9   | 4   | 5   | 5   | 1   | 4   | 10  | 2   | 10  | Ret | Ret | 7   |     | 151     | 2. místo |
| 2009 | MP4-24         |                    | AUS | MAL | CHN | BHR | ESP | MON | TUR | GBR | GER | HUN | EUR | BEL | ITA | SIN | JPN | BRA | ABU |     |     | 71      | 3. místo |
| 2009 | MP4-24         | Lewis Hamilton     | DSQ | 7‡  | 6   | 4   | 9   | 12  | 13  | 16  | 18  | 1   | 2   | Ret | 12† | 1   | 3   | 3   | Ret |     |     | 71      | 3. místo |
| 2009 | MP4-24         | Heikki Kovalainen  | Ret | Ret | 5   | 12  | Ret | Ret | 14  | Ret | 8   | 5   | 4   | 6   | 6   | 7   | 11  | 12  | 11  |     |     | 71      | 3. místo |

### 2010–2019
| Rok  | Šasi   | Jezdci            | 1   | 2   | 3   | 4   | 5   | 6   | 7   | 8   | 9   | 10  | 11  | 12  | 13  | 14  | 15  | 16  | 17  | 18  | 19  | 20  | 21  | Body | Umístění |
| ---- | ------ | ----------------- | --- | --- | --- | --- | --- | --- | --- | --- | --- | --- | --- | --- | --- | --- | --- | --- | --- | --- | --- | --- | --- | ---- | -------- |
| 2010 | MP4-25 |                   | BHR | AUS | MAL | CHN | ESP | MON | TUR | CAN | EUR | GBR | GER | HUN | BEL | ITA | SIN | JPN | KOR | BRA | ABU |     |     | 454  | 2. místo |
| 2010 | MP4-25 | Jenson Button     | 7   | 1   | 8   | 1   | 5   | Ret | 2   | 2   | 3   | 4   | 5   | 8   | Ret | 2   | 4   | 4   | 12  | 5   | 3   |     |     | 454  | 2. místo |
| 2010 | MP4-25 | Lewis Hamilton    | 3   | 6   | 6   | 2   | 14† | 5   | 1   | 1   | 2   | 2   | 4   | Ret | 1   | Ret | Ret | 5   | 2   | 4   | 2   |     |     | 454  | 2. místo |
| 2011 | MP4-26 |                   | AUS | MAL | CHN | TUR | ESP | MON | CAN | EUR | GBR | GER | HUN | BEL | ITA | SIN | JPN | KOR | IND | ABU | BRA |     |     | 497  | 2. místo |
| 2011 | MP4-26 | Lewis Hamilton    | 2   | 8   | 1   | 4   | 2   | 6   | Ret | 4   | 4   | 1   | 4   | Ret | 4   | 5   | 5   | 2   | 7   | 1   | Ret |     |     | 497  | 2. místo |
| 2011 | MP4-26 | Jenson Button     | 6   | 2   | 4   | 6   | 3   | 3   | 1   | 6   | Ret | Ret | 1   | 3   | 2   | 2   | 1   | 4   | 2   | 3   | 3   |     |     | 497  | 2. místo |
| 2012 | MP4-27 |                   | AUS | MAL | CHN | BHR | ESP | MON | CAN | EUR | GBR | GER | HUN | BEL | ITA | SIN | JPN | KOR | IND | ABU | USA | BRA |     | 378  | 3. místo |
| 2012 | MP4-27 | Jenson Button     | 1   | 14  | 2   | 18† | 9   | 16† | 16  | 8   | 10  | 2   | 6   | 1   | Ret | 2   | 4   | Ret | 5   | 4   | 5   | 1   |     | 378  | 3. místo |
| 2012 | MP4-27 | Lewis Hamilton    | 3   | 3   | 3   | 8   | 8   | 5   | 1   | 19† | 8   | Ret | 1   | Ret | 1   | Ret | 5   | 10  | 4   | Ret | 1   | Ret |     | 378  | 3. místo |
| 2013 | MP4-28 |                   | AUS | MAL | CHN | BHR | ESP | MON | CAN | GBR | GER | HUN | BEL | ITA | SIN | KOR | JPN | IND | ABU | USA | BRA |     |     | 122  | 5. místo |
| 2013 | MP4-28 | Jenson Button     | 9   | 17† | 5   | 10  | 8   | 6   | 12  | 13  | 6   | 7   | 6   | 10  | 7   | 8   | 9   | 14  | 12  | 10  | 4   |     |     | 122  | 5. místo |
| 2013 | MP4-28 | Sergio Pérez      | 11  | 9   | 11  | 6   | 9   | 16† | 11  | 20† | 8   | 9   | 11  | 12  | 8   | 10  | 15  | 5   | 9   | 7   | 6   |     |     | 122  | 5. místo |
| 2014 | MP4-29 |                   | AUS | MAL | BHR | CHN | ESP | MON | CAN | AUT | GBR | GER | HUN | BEL | ITA | SIN | JPN | RUS | USA | BRA | ABU |     |     | 181  | 5. místo |
| 2014 | MP4-29 | Kevin Magnussen   | 2   | 9   | Ret | 13  | 12  | 10  | 9   | 7   | 7   | 9   | 12  | 12  | 10  | 10  | 14  | 5   | 8   | 9   | 11  |     |     | 181  | 5. místo |
| 2014 | MP4-29 | Jenson Button     | 3   | 6   | 17† | 11  | 11  | 6   | 4   | 11  | 4   | 8   | 10  | 6   | 8   | Ret | 5   | 4   | 12  | 4   | 5   |     |     | 181  | 5. místo |
| 2015 | MP4-30 |                   | AUS | MAL | CHN | BHR | ESP | MON | CAN | AUT | GBR | HUN | BEL | ITA | SIN | JPN | RUS | USA | MEX | BRA | ABU |     |     | 27   | 9. místo |
| 2015 | MP4-30 | Kevin Magnussen   | DNS |     |     |     |     |     |     |     |     |     |     |     |     |     |     |     |     |     |     |     |     | 27   | 9. místo |
| 2015 | MP4-30 | Fernando Alonso   |     | Ret | 12  | 11  | Ret | Ret | Ret | Ret | 10  | 5   | 13  | 18† | Ret | 11  | 11  | 11  | Ret | 15  | 17  |     |     | 27   | 9. místo |
| 2015 | MP4-30 | Jenson Button     | 11  | Ret | 14  | DNS | 16  | 8   | Ret | Ret | Ret | 9   | 14  | 14  | Ret | 16  | 9   | 6   | 14  | 14  | 12  |     |     | 27   | 9. místo |
| 2016 | MP4-31 |                   | AUS | BHR | CHN | RUS | ESP | MON | CAN | EUR | AUT | GBR | HUN | GER | BEL | ITA | SIN | MAL | JPN | USA | MEX | BRA | ABU | 76   | 6. místo |
| 2016 | MP4-31 | Fernando Alonso   | Ret |     | 12  | 6   | Ret | 5   | 11  | Ret | 18† | 13  | 7   | 12  | 7   | 14  | 7   | 7   | 16  | 5   | 13  | 10  | 10  | 76   | 6. místo |
| 2016 | MP4-31 | Stoffel Vandoorne |     | 10  |     |     |     |     |     |     |     |     |     |     |     |     |     |     |     |     |     |     |     | 76   | 6. místo |
| 2016 | MP4-31 | Jenson Button     | 14  | Ret | 13  | 10  | 9   | 9   | Ret | 11  | 6   | 12  | Ret | 8   | Ret | 12  | Ret | 9   | 18  | 9   | 12  | 16  | Ret | 76   | 6. místo |
| 2017 | MCL32  |                   | AUS | CHN | BHR | RUS | ESP | MON | CAN | AZE | AUT | GBR | HUN | BEL | ITA | SIN | MAL | JPN | USA | MEX | BRA | ABU |     | 30   | 9. místo |
| 2017 | MCL32  | Fernando Alonso   | Ret | Ret | 14† | DNS | 12  |     | 16† | 9   | Ret | Ret | 6   | Ret | 17† | Ret | 11  | 11  | Ret | 10  | 8   | 9   |     | 30   | 9. místo |
| 2017 | MCL32  | Jenson Button     |     |     |     |     |     | Ret |     |     |     |     |     |     |     |     |     |     |     |     |     |     |     | 30   | 9. místo |
| 2017 | MCL32  | Stoffel Vandoorne | 13  | Ret | DNS | 14  | Ret | Ret | 14  | 12  | 12  | 11  | 10  | 14  | Ret | 7   | 7   | 14  | 12  | 12  | Ret | 12  |     | 30   | 9. místo |
| 2018 | MCL33  |                   | AUS | BHR | CHN | AZE | ESP | MON | CAN | FRA | AUT | GBR | GER | HUN | BEL | ITA | SIN | RUS | JPN | USA | MEX | BRA | ABU | 62   | 6. místo |
| 2018 | MCL33  | Fernando Alonso   | 5   | 7   | 7   | 7   | 8   | Ret | Ret | 16† | 8   | 8   | 16† | 8   | Ret | Ret | 7   | 14  | 14  | Ret | Ret | 17  | 11  | 62   | 6. místo |
| 2018 | MCL33  | Stoffel Vandoorne | 9   | 8   | 13  | 9   | Ret | 14  | 16  | 12  | 15† | 11  | 13  | Ret | 15  | 12  | 12  | 16  | 15  | 11  | 8   | 15  | 14  | 62   | 6. místo |
| 2019 | MCL34  |                   | AUS | BHR | CHN | AZE | ESP | MON | CAN | FRA | AUT | GBR | GER | HUN | BEL | ITA | SIN | RUS | JPN | MEX | USA | BRA | ABU | 145  | 4. místo |
| 2019 | MCL34  | Carlos Sainz Jr.  | Ret | 19† | 14  | 7   | 8   | 6   | 11  | 6   | 8   | 6   | 5   | 5   | Ret | Ret | 12  | 6   | 5   | 13  | 8   | 3   | 10  | 145  | 4. místo |
| 2019 | MCL34  | Lando Norris      | 12  | 6   | 18† | 8   | Ret | 11  | Ret | 9   | 6   | 11  | Ret | 9   | 11† | 10  | 7   | 8   | 11  | Ret | 7   | 8   | 8   | 145  | 4. místo |

### 2020–
| Rok  | Šasi   | Jezdci           | 1   | 2   | 3   | 4   | 5   | 6   | 7   | 8   | 9   | 10  | 11   | 12   | 13  | 14  | 15  | 16  | 17  | 18  | 19  | 20  | 21  | 22  | 23  | 24  | Body | Umístění  |
| ---- | ------ | ---------------- | --- | --- | --- | --- | --- | --- | --- | --- | --- | --- | ---- | ---- | --- | --- | --- | --- | --- | --- | --- | --- | --- | --- | --- | --- | ---- | --------- |
| 2020 | MCL35  |                  | AUT | STY | HUN | GBR | 70A | ESP | BEL | ITA | TUS | RUS | EIF  | POR  | EMI | TUR | BHR | SKR | ABU |     |     |     |     |     |     |     | 202  | 3. místo  |
| 2020 | MCL35  | Carlos Sainz Jr. | 5   | 9   | 9   | 13  | 13  | 6   | DNS | 2   | Ret | Ret | 5    | 6    | 7   | 5   | 5   | 4   | 6   |     |     |     |     |     |     |     | 202  | 3. místo  |
| 2020 | MCL35  | Lando Norris     | 3   | 5   | 13  | 5   | 9   | 10  | 7   | 4   | 6   | 15  | Ret  | 13   | 8   | 8   | 4   | 10  | 5   |     |     |     |     |     |     |     | 202  | 3. místo  |
| 2021 | MCL35M |                  | BHR | EMI | POR | ESP | MON | AZE | FRA | STY | AUT | GBR | HUN  | BEL  | NED | ITA | RUS | TUR | USA | MXC | SAP | QAT | SAU | ABU |     |     | 275  | 4. místo  |
| 2021 | MCL35M | Lando Norris     | 4   | 3   | 5   | 8   | 3   | 5   | 5   | 5   | 3   | 4   | Ret  | 14   | 10  | 2   | 7   | 7   | 8   | 10  | 10  | 9   | 10  | 7   |     |     | 275  | 4. místo  |
| 2021 | MCL35M | Daniel Ricciardo | 7   | 6   | 9   | 6   | 12  | 9   | 6   | 13  | 7   | 5   | 11   | 4    | 11  | 13  | 4   | 13  | 5   | 12  | Ret | 12  | 5   | 12  |     |     | 275  | 4. místo  |
| 2022 | MCL36  |                  | BHR | SAU | AUS | EMI | MIA | ESP | MON | AZE | CAN | GBR | AUT  | FRA  | HUN | BEL | NED | ITA | SIN | JPN | USA | MXC | SAP | ABU |     |     | 159  | 5. místo  |
| 2022 | MCL36  | Lando Norris     | 15  | 7   | 5   | 3   | Ret | 8   | 6   | 9   | Ret | 6   | 7    | 7    | 7   | 12  | 7   | 7   | 4   | 10  | 6   | 9   | Ret | 6   |     |     | 159  | 5. místo  |
| 2022 | MCL36  | Daniel Ricciardo | 14  | Ret | 6   | 18  | 13  | 12  | 13  | 8   | 11  | 13  | 9    | 9    | 15  | 15  | 17  | Ret | 5   | 11  | 16  | 7   | Ret | 9   |     |     | 159  | 5. místo  |
| 2023 | MCL60  |                  | BHR | SAU | AUS | AZE | MIA | MON | ESP | CAN | AUT | GBR | HUN  | BEL  | NED | ITA | SIN | JPN | QAT | USA | MXC | SAP | VEG | ABU |     |     | 302  | 4. místo  |
| 2023 | MCL60  | Lando Norris     | 17  | 17  | 6   | 9   | 17  | 9   | 17  | 13  | 4   | 2   | 2    | 76   | 7   | 8   | 2   | 2   | 3   | 24  | 5   | 2   | Ret | 5   |     |     | 302  | 4. místo  |
| 2023 | MCL60  | Oscar Piastri    | Ret | 15  | 8   | 11  | 19  | 10  | 13  | 11  | 16  | 4   | 5    | Ret2 | 9   | 12  | 9   | 3   | 21  | Ret | 8   | Ret | 9   | 6   |     |     | 302  | 4. místo  |
| 2024 | MCL38  |                  | BHR | SAU | AUS | JPN | CHN | MIA | EMI | MON | CAN | ESP | AUT  | GBR  | HUN | BEL | NLD | ITA | AZE | SGP | USA | MXC | SAP | LAS | QAT | ABU | 666  | 1. místo  |
| 2024 | MCL38  | Lando Norris     | 6   | 8   | 3   | 5   | 26  | 1   | 2   | 4   | 2   | 2   | 20†3 | 3    | 2   | 5   | 1   | 3   | 4   | 1   | 43  | 2   | 61  | 6   | 102 | 1   | 666  | 1. místo  |
| 2024 | MCL38  | Oscar Piastri    | 8   | 4   | 4   | 8   | 87  | 136 | 4   | 2   | 5   | 7   | 2    | 4    | 1   | 2   | 4   | 2   | 1   | 3   | 5   | 8   | 82  | 7   | 31  | 10  | 666  | 1. místo  |
| 2025 | MCL39  |                  | AUS | CHN | JPN | BHR | SAU | MIA | EMI | MON | ESP | CAN | AUT  | GBR  | BEL | HUN | NED | ITA | AZE | SIN | USA | MXC | SAP | LVG | QAT | ABU | 559* | 1. místo* |
| 2025 | MCL39  | Lando Norris     | 1   | 28  | 2   | 3   | 4   | 21  | 2   | 1   | 2   | 18† | 1    | 1    | 23  | 1   |     |     |     |     |     |     |     |     |     |     | 559* | 1. místo* |
| 2025 | MCL39  | Oscar Piastri    | 9   | 12  | 3   | 1   | 1   | 12  | 3   | 3   | 1   | 4   | 2    | 2    | 12  | 2   |     |     |     |     |     |     |     |     |     |     | 559* | 1. místo* |

Nejúspěšnější jezdci v historii týmu McLaren ve Formuli 1 jsou:
- Lewis Hamilton – Hamilton začal jezdit v osmi letech a už v deseti letech vyhrál svůj první britský šampionát motokár. V roce 2007 se připojil k týmu McLaren F1. V následujícím roce šampionát vyhrál a stal se tak historicky nejmladším šampionem F1, prvním černošským jezdcem v čele žebříčku F1 a prvním britským šampionem od roku 1991. Hamilton má na svém kontě 103 vítězství.
- Ayrton Senna – Senna je jedním z největších jezdců v historii Formule 1 a závodil za McLaren od roku 1988 do roku 1993. Během této doby vyhrál 35 závodů a získal 3 tituly mistra světa.
- Alain Prost – Prost závodil za McLaren v letech 1980–1983 a 1984–1989. Během své kariéry u McLarenu získal 3 tituly mistra světa a stál na pódiu 63 krát.
- Mika Häkkinen – Häkkinen závodil za McLaren od roku 1993 do roku 2001. Během své kariéry u McLarenu získal 2 tituly mistra světa a zaznamenal 25 nejrychlejších kol.